# Lotte World Tower
Lotte World Tower (Hangul: 롯데월드 타워), trước đây gọi là Lotte World Premium Tower, là một siêu cao ốc 554,5 mét (1.819 ft) với 123 tầng, hiện đã hoàn thành trong phức hợp thế hệ thứ hai của Lotte World ở Seoul, Hàn Quốc. Đây là toà tháp cao thứ 5 trên thế giới cũng như cao nhất trong OECD, vượt qua One World Trade Center ở thành phố New York (Mỹ).
Sau 13 năm lên kế hoạch và chuẩn bị, tháp chính thức bắt đầu khởi công bởi chính phủ Hàn Quốc vào tháng 11 năm 2010 và lễ động thổ đóng cọc và lắp khung tại công trường xây dựng từ tháng 3 năm 2011.
Ý tưởng thiết kế là hình nón thon dài, uốn nhẹ hai bên. Bên ngoài là kính nhạt lấy cảm hứng từ đồ gốm Hàn Quốc và các đường nhấn kim loại. Toạ lạc gần sông Hán, toà nhà gồm các cửa hàng bán lẻ (tầng 1-6), văn phòng (7-60), chung cư (61-85), khách sạn cao cấp (86-119) và tầng công cộng (120-123) với một đài quan sát.
Toà nhà nằm cạnh bên Lotte World thế hệ đầu tiên mở cửa vào năm 1989, người dân hoặc du khách có thể đi tới đây bằng tàu điện ngầm Seoul Line 2 và Line 8 tại trạm Jamsil.

## Hình ảnh

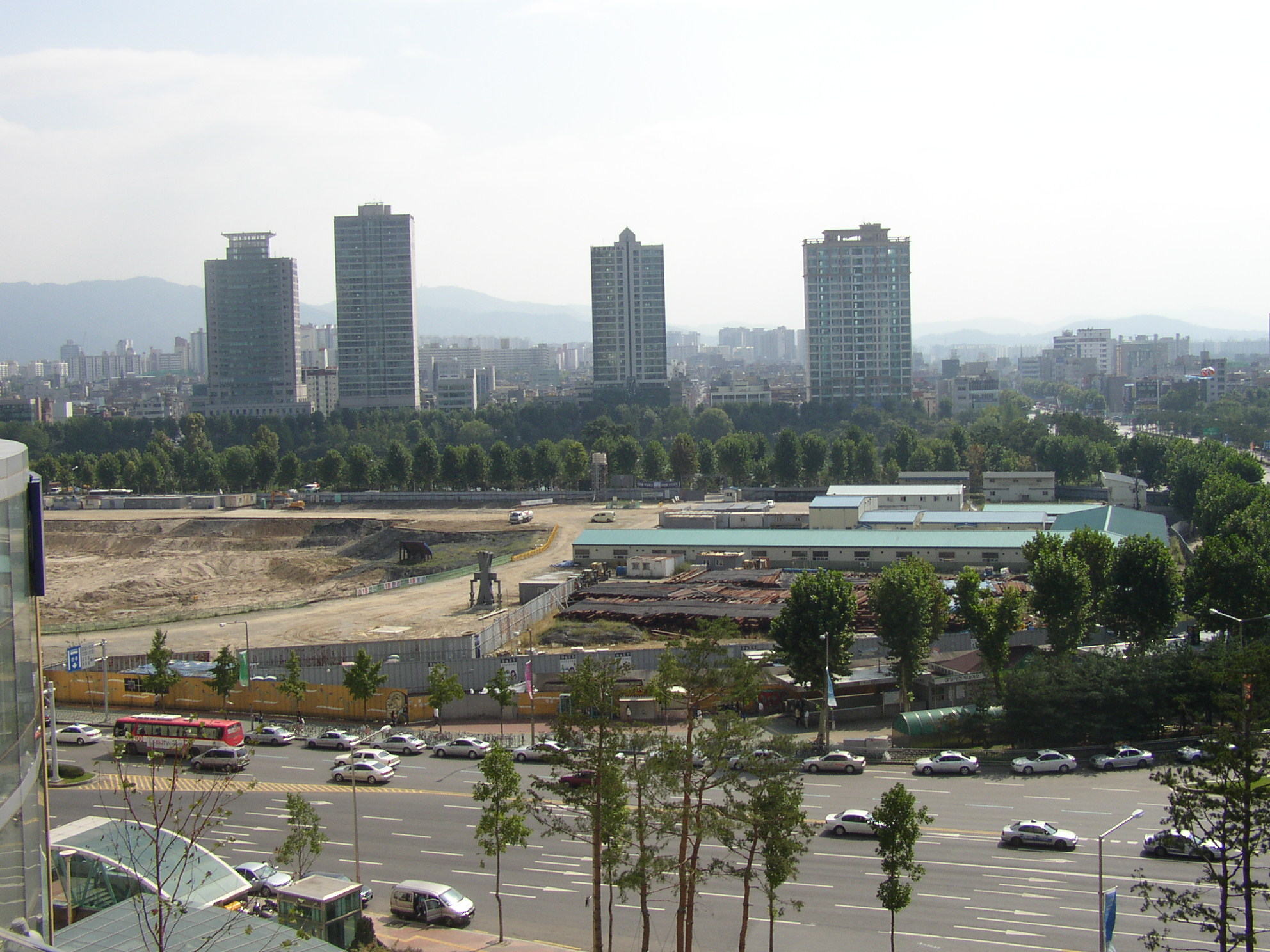
7 tháng 10 năm 2007.
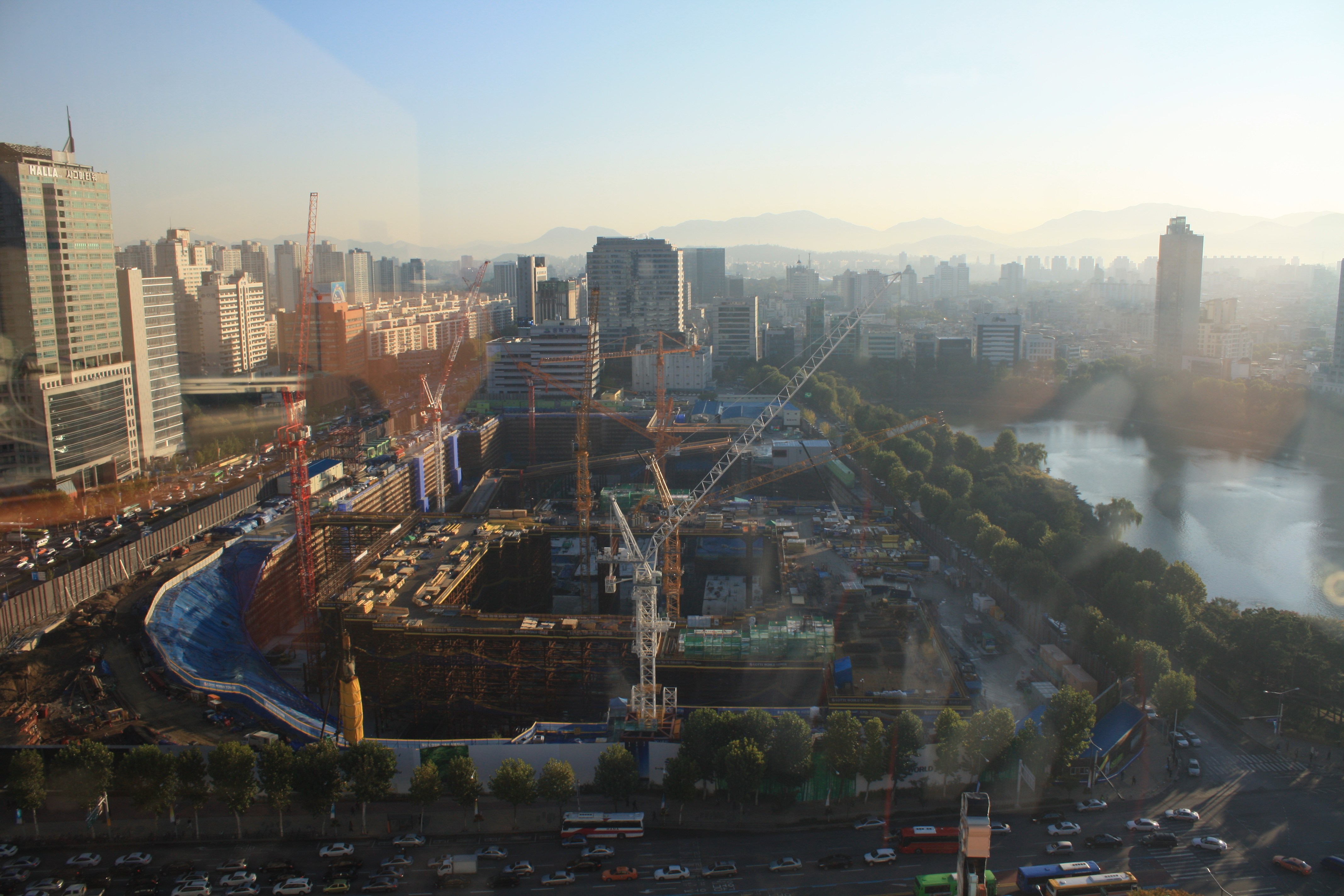
19 tháng 10 năm 2011.
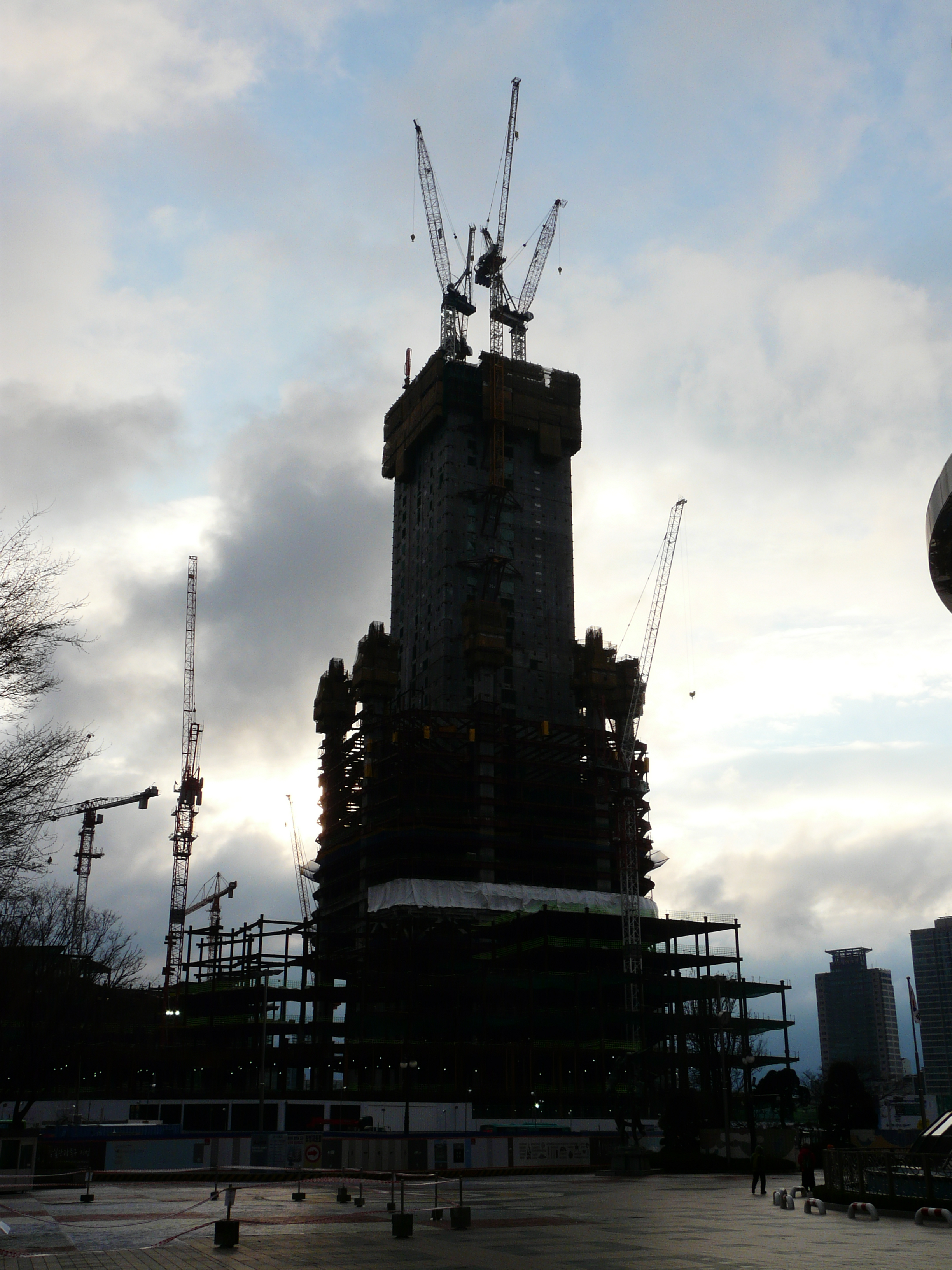
7 tháng 4 năm 2013.
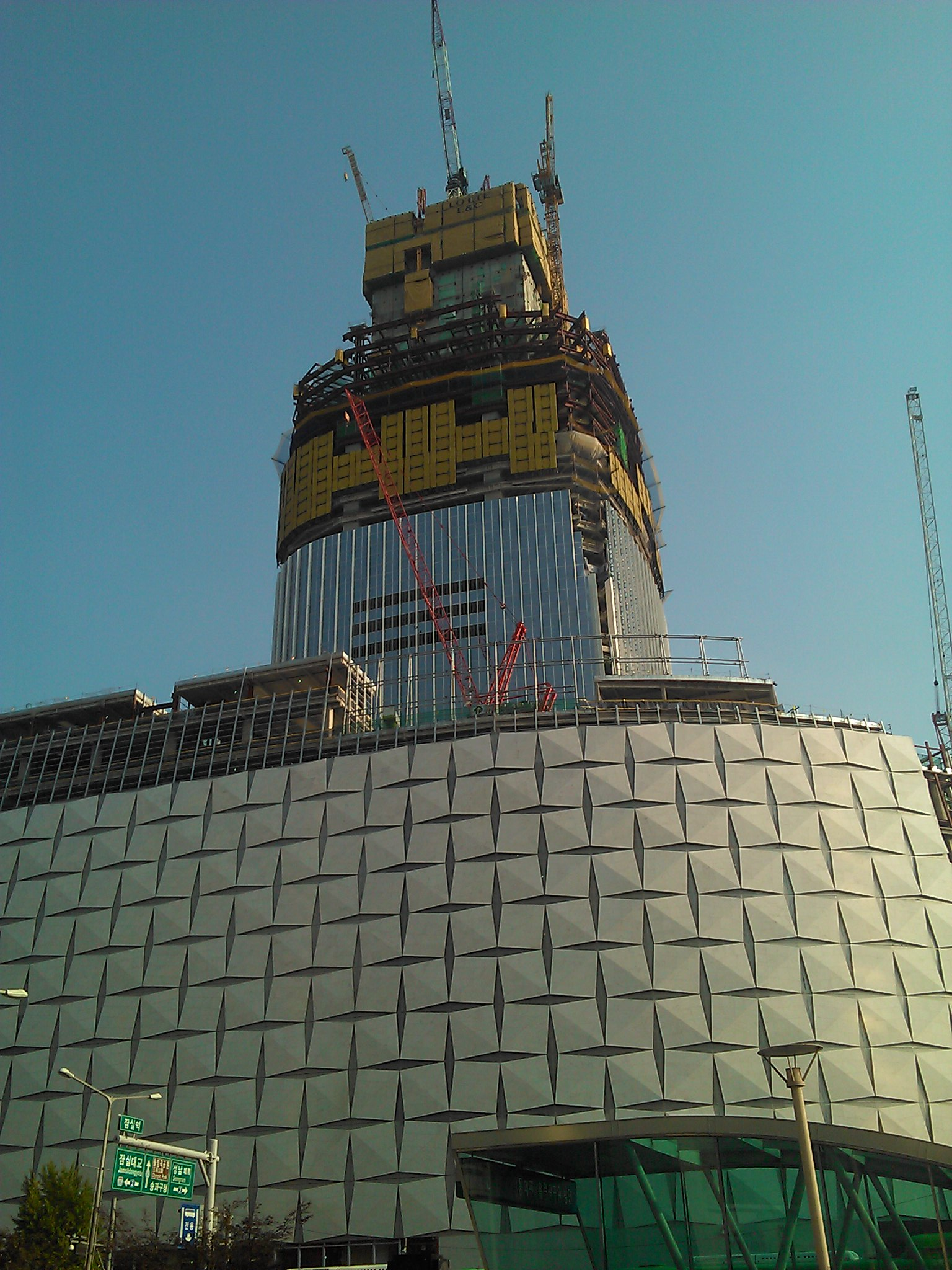
27 tháng 10 năm 2013.
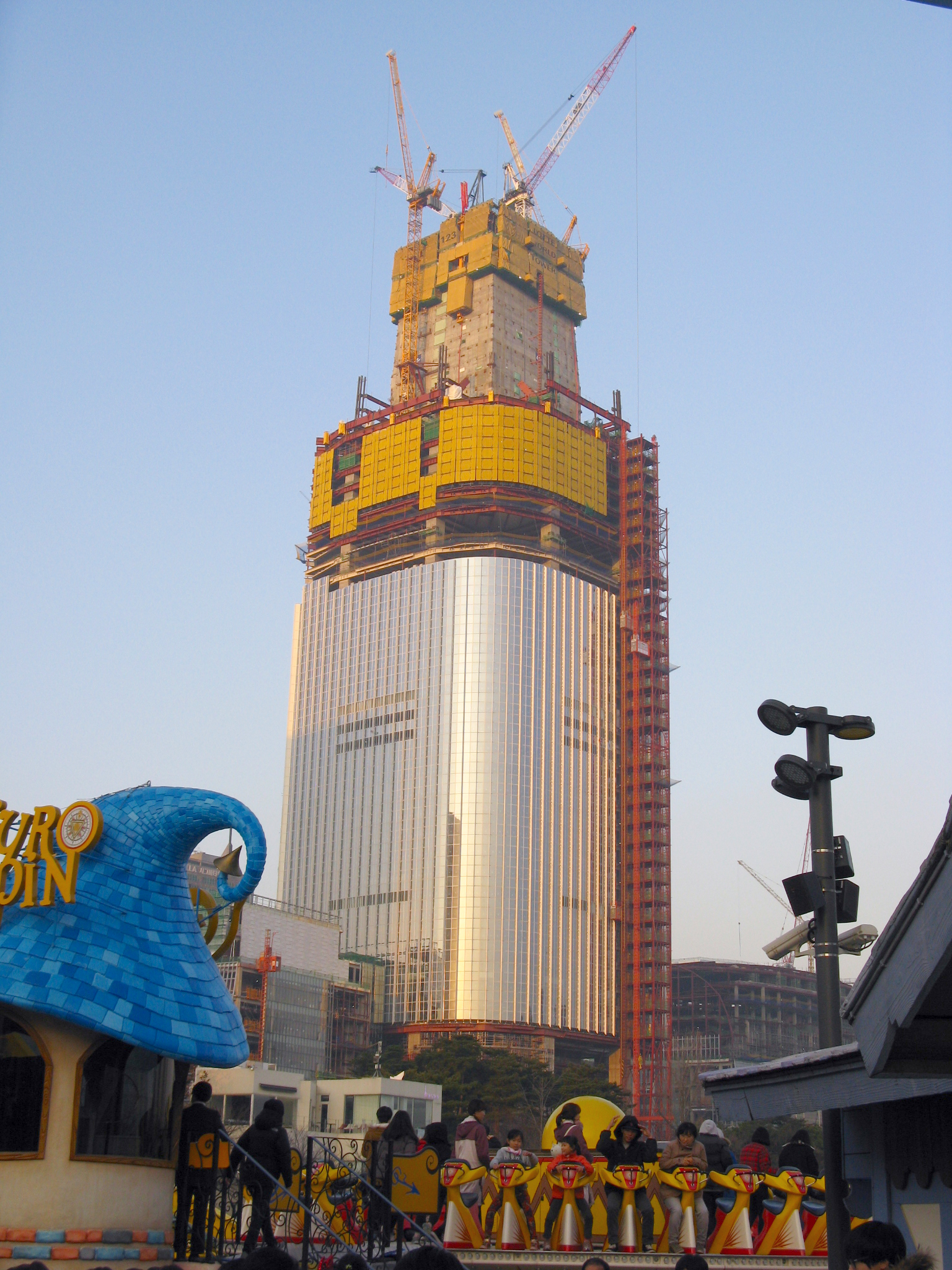
4 tháng 12 năm 2013.
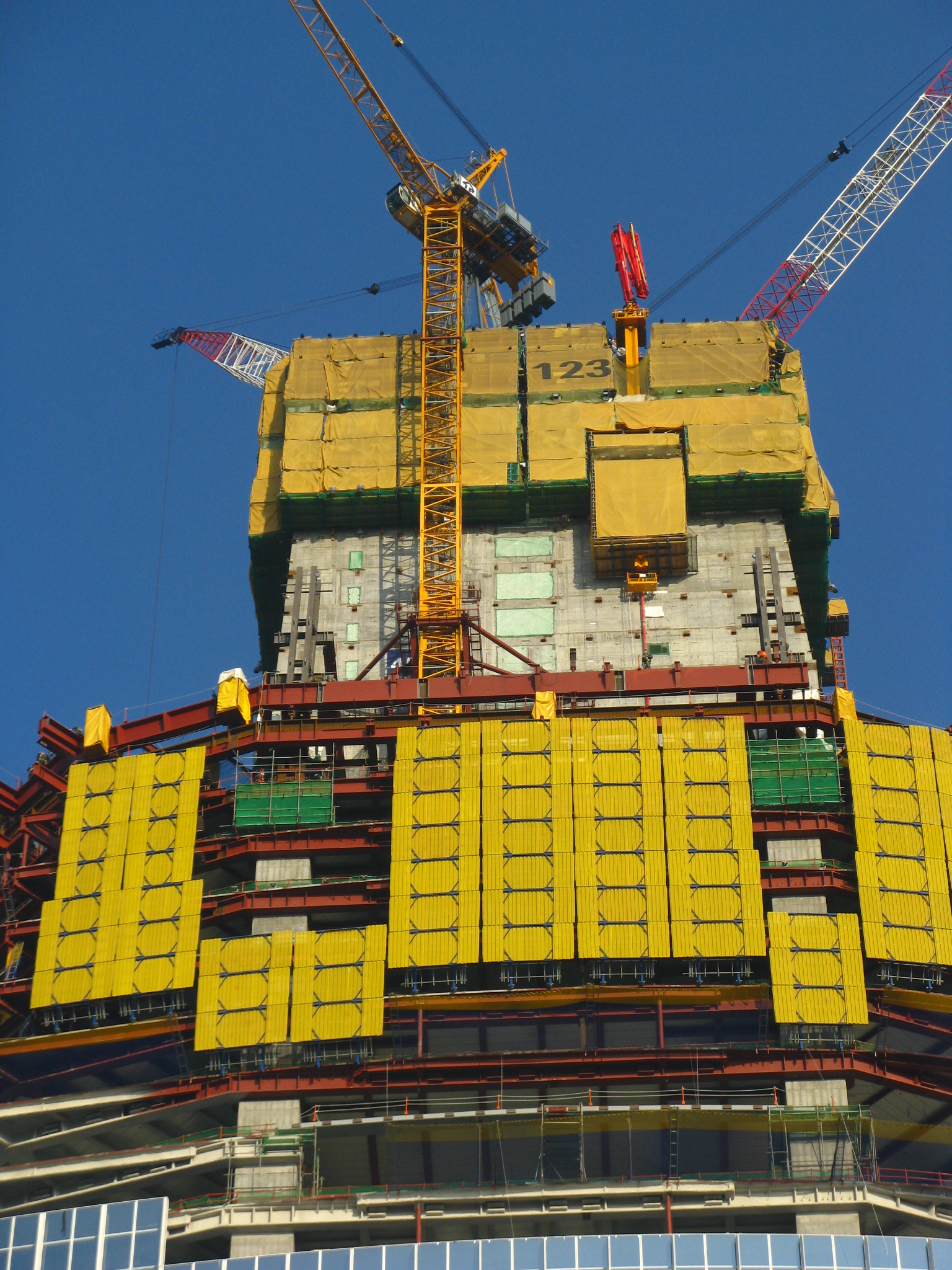
4 tháng 12 năm 2013. (mở rộng.)
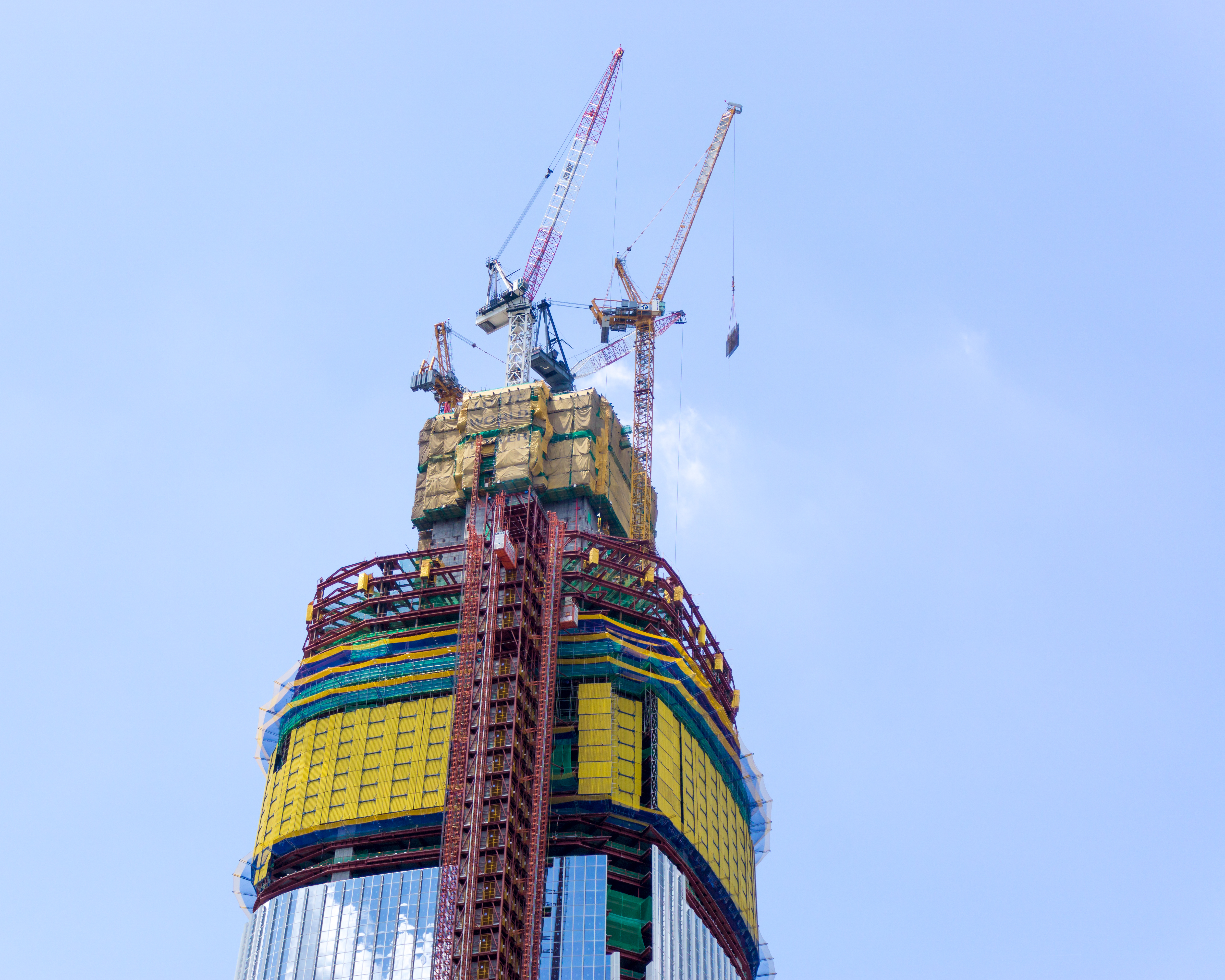
4 tháng 7 năm 2014. (mở rộng.)
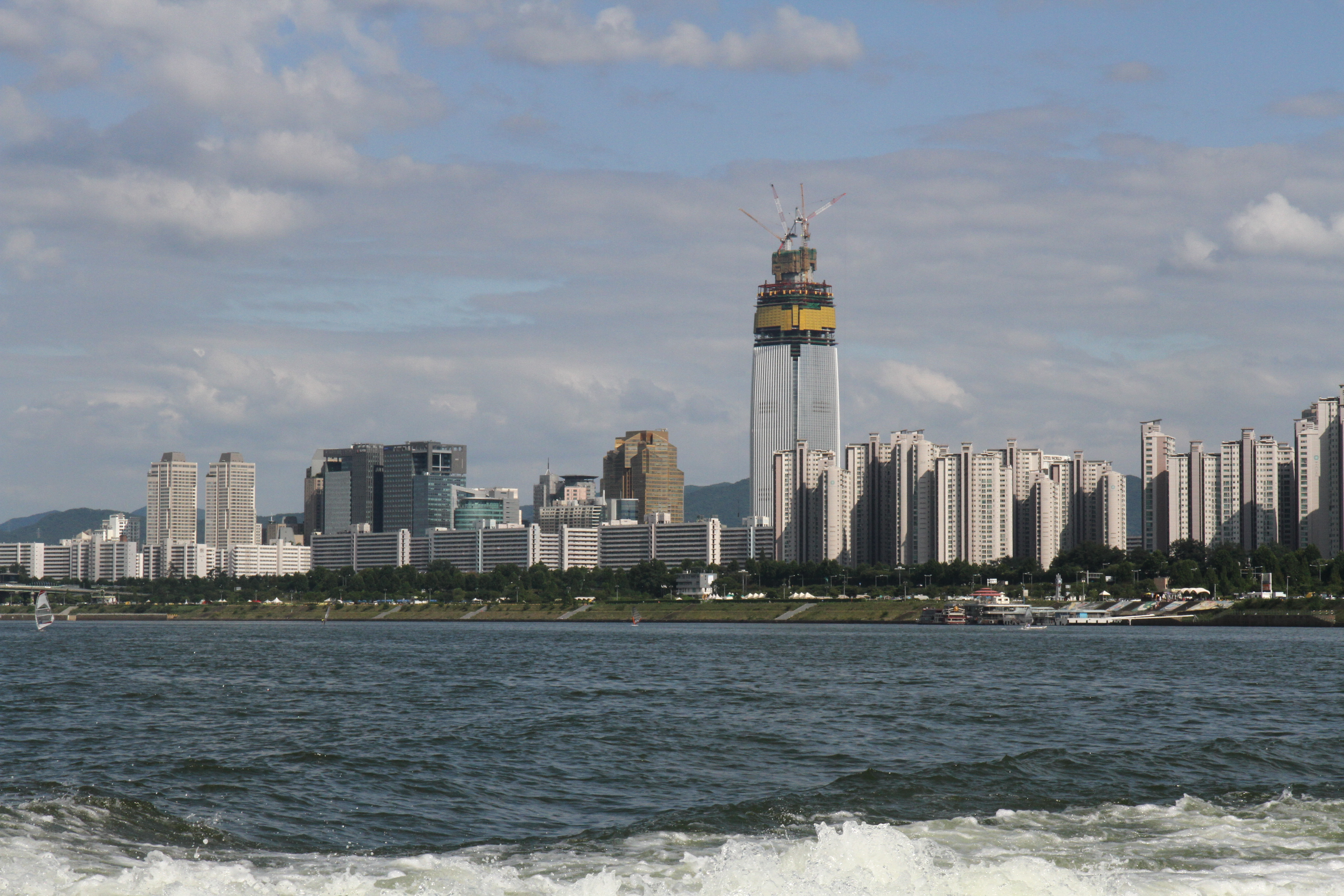
8 tháng 8 năm 2014.
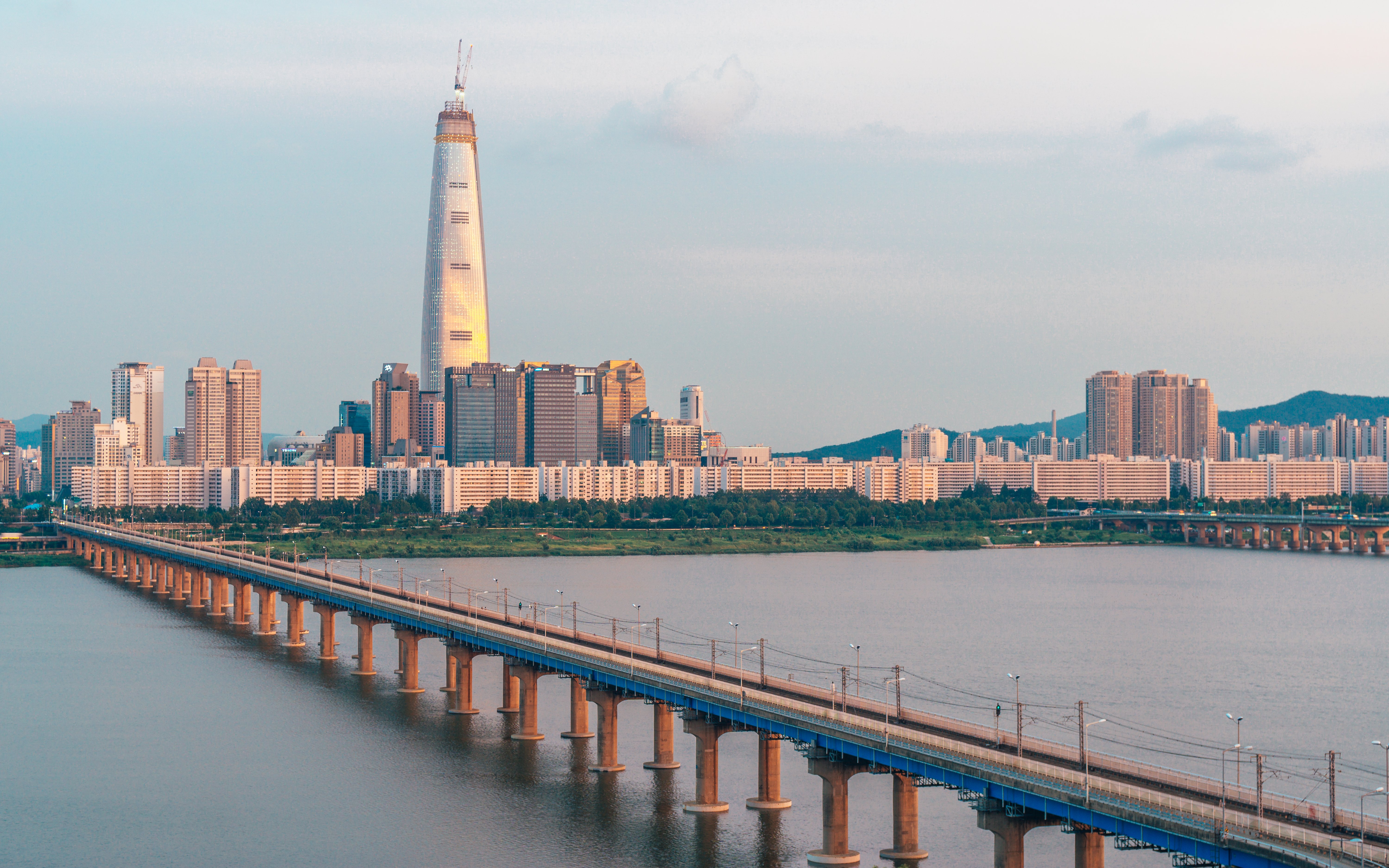
9 tháng 8 năm 2015.
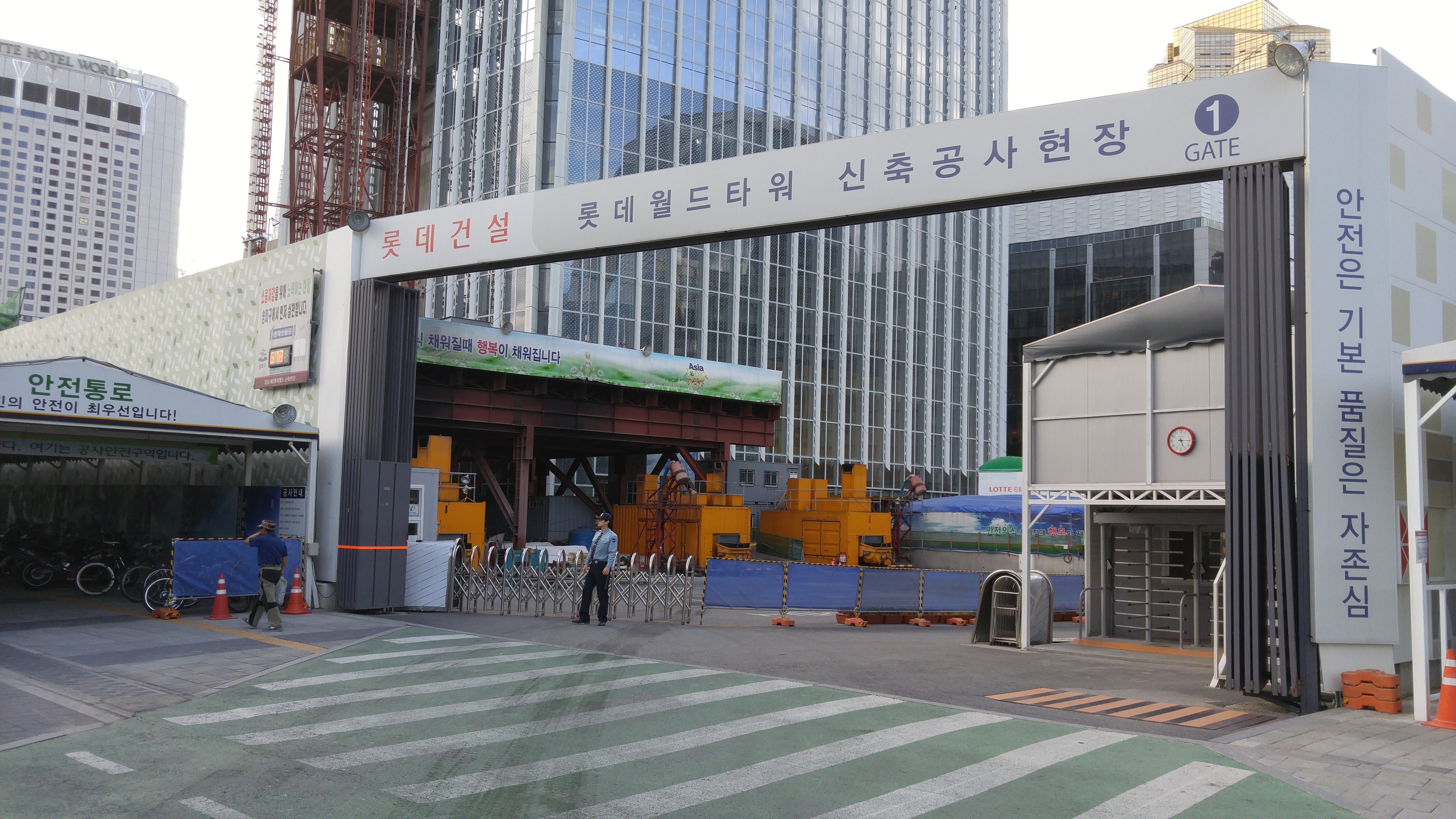
6 tháng 9 năm 2015.
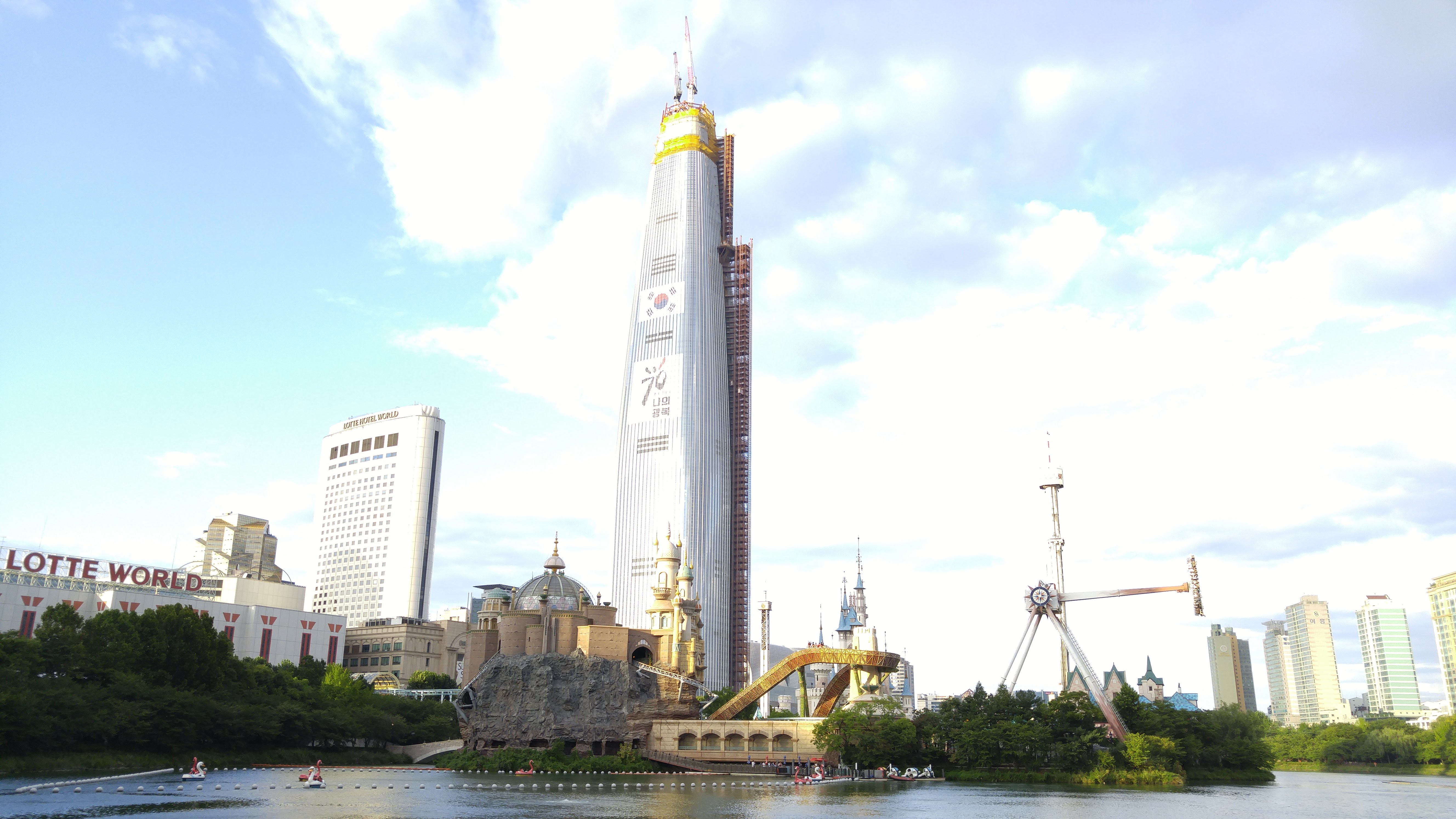
6 tháng 9 năm 2015.
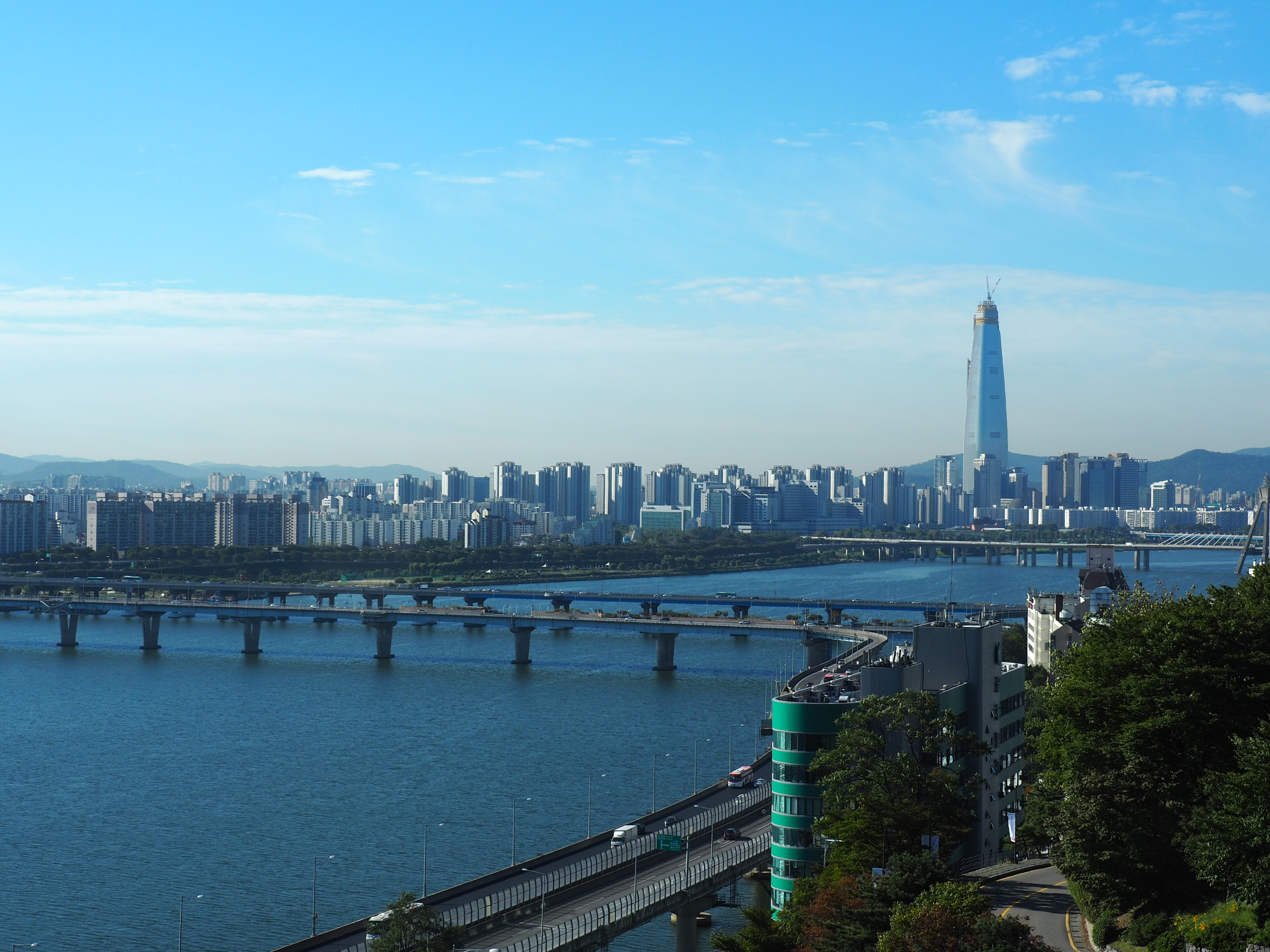
15 tháng 9 năm 2015.
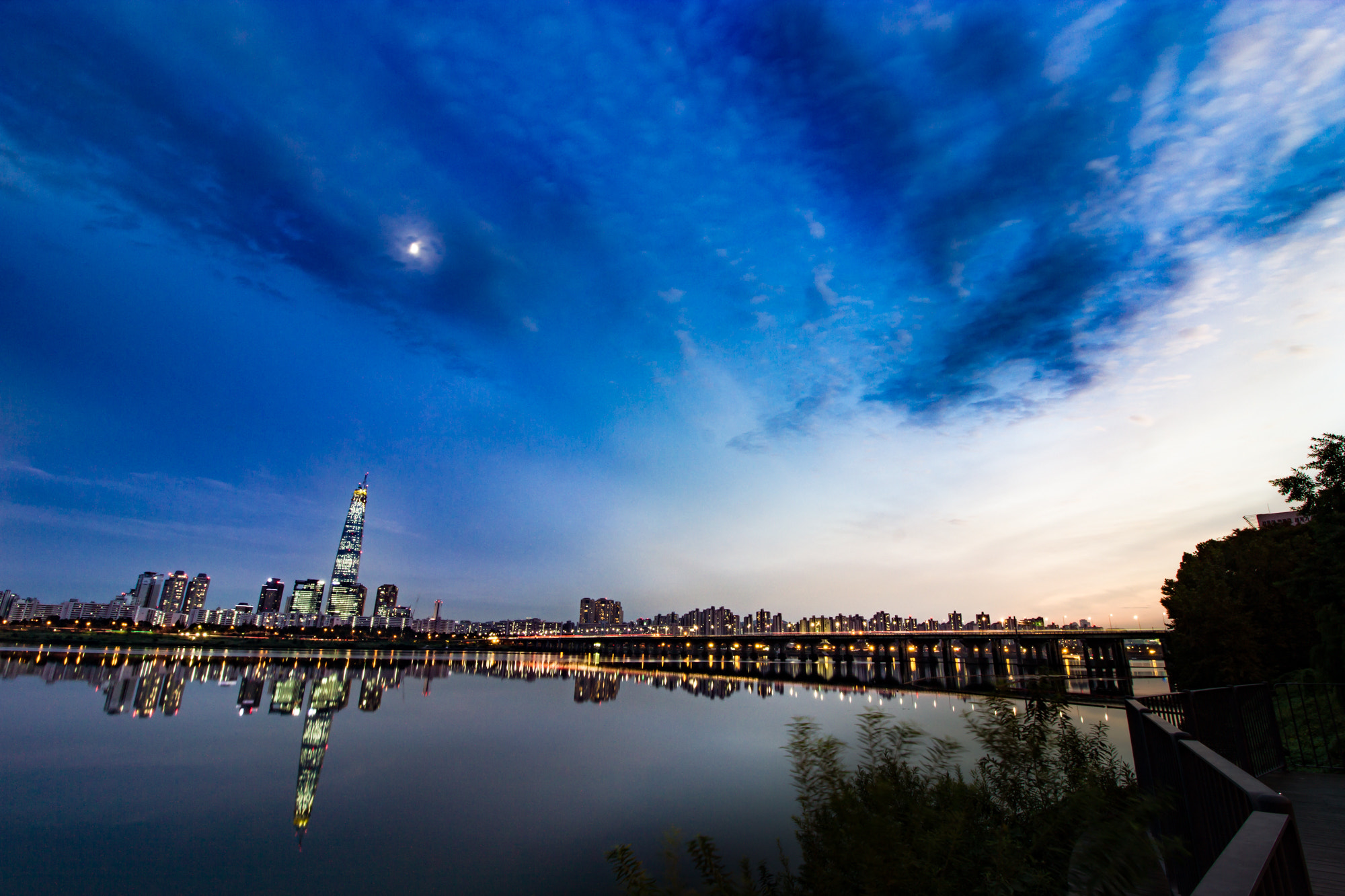
23 tháng 9 năm 2015.
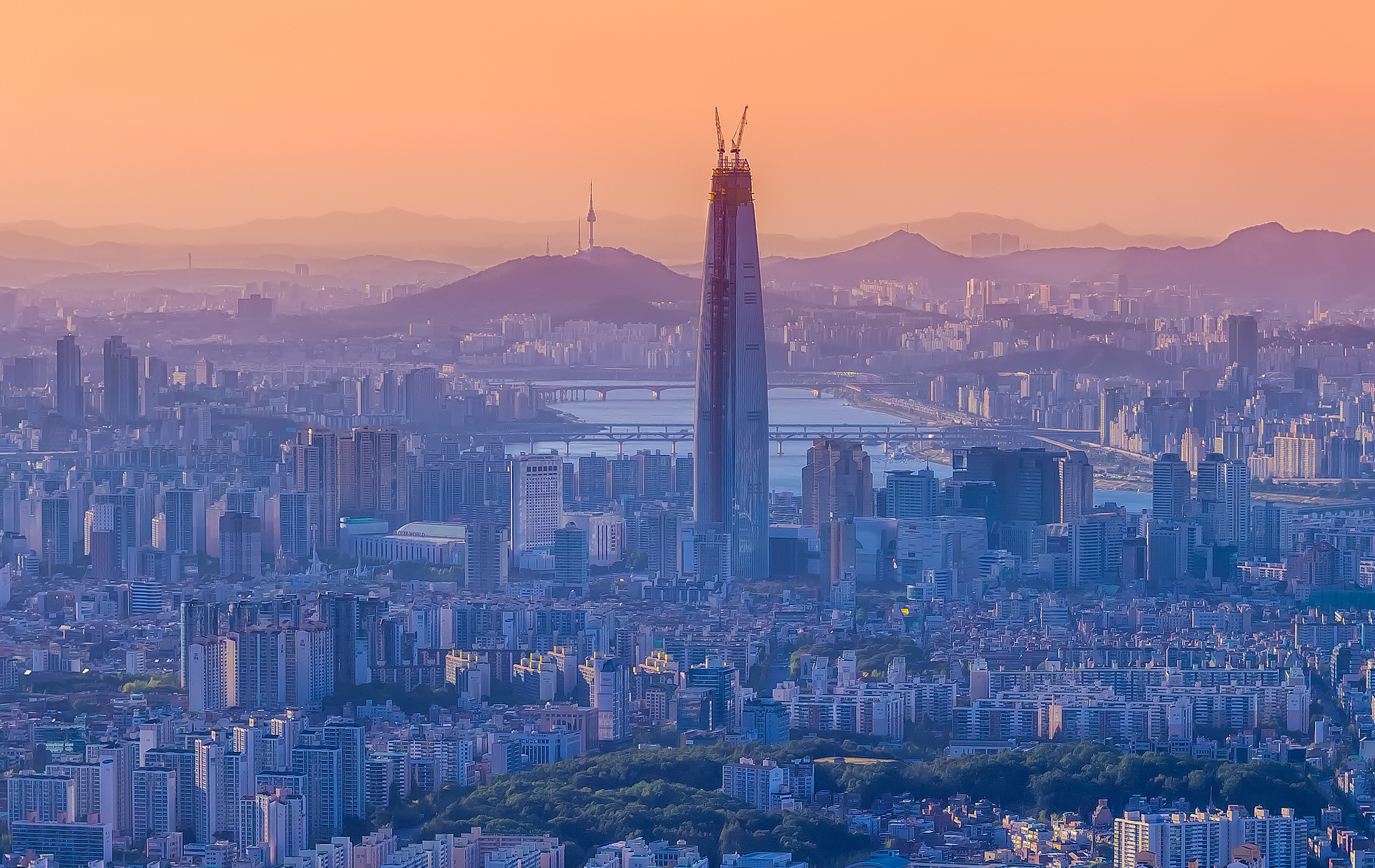
9 tháng 10 năm 2015.
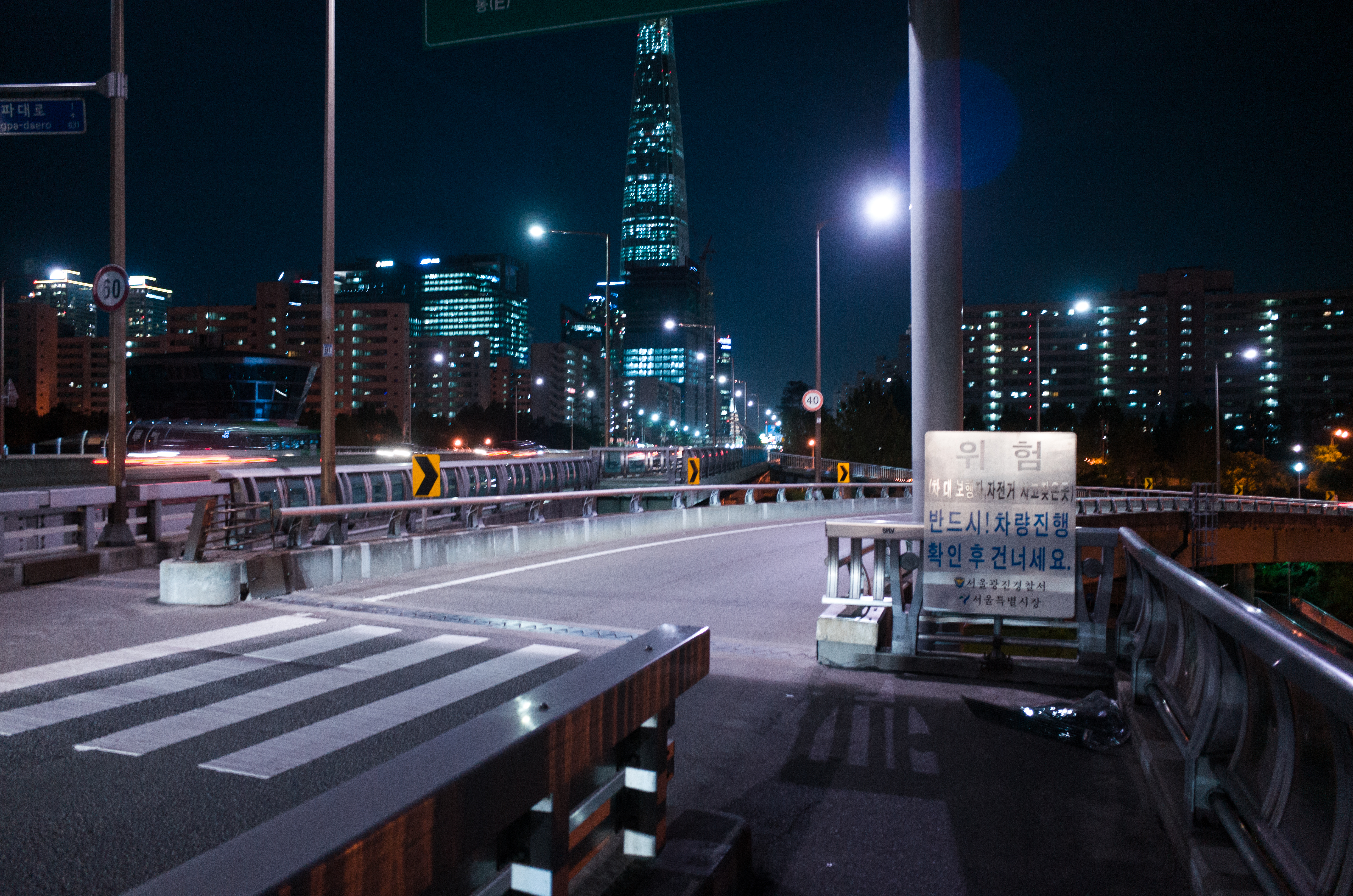
18 tháng 5 năm 2016.
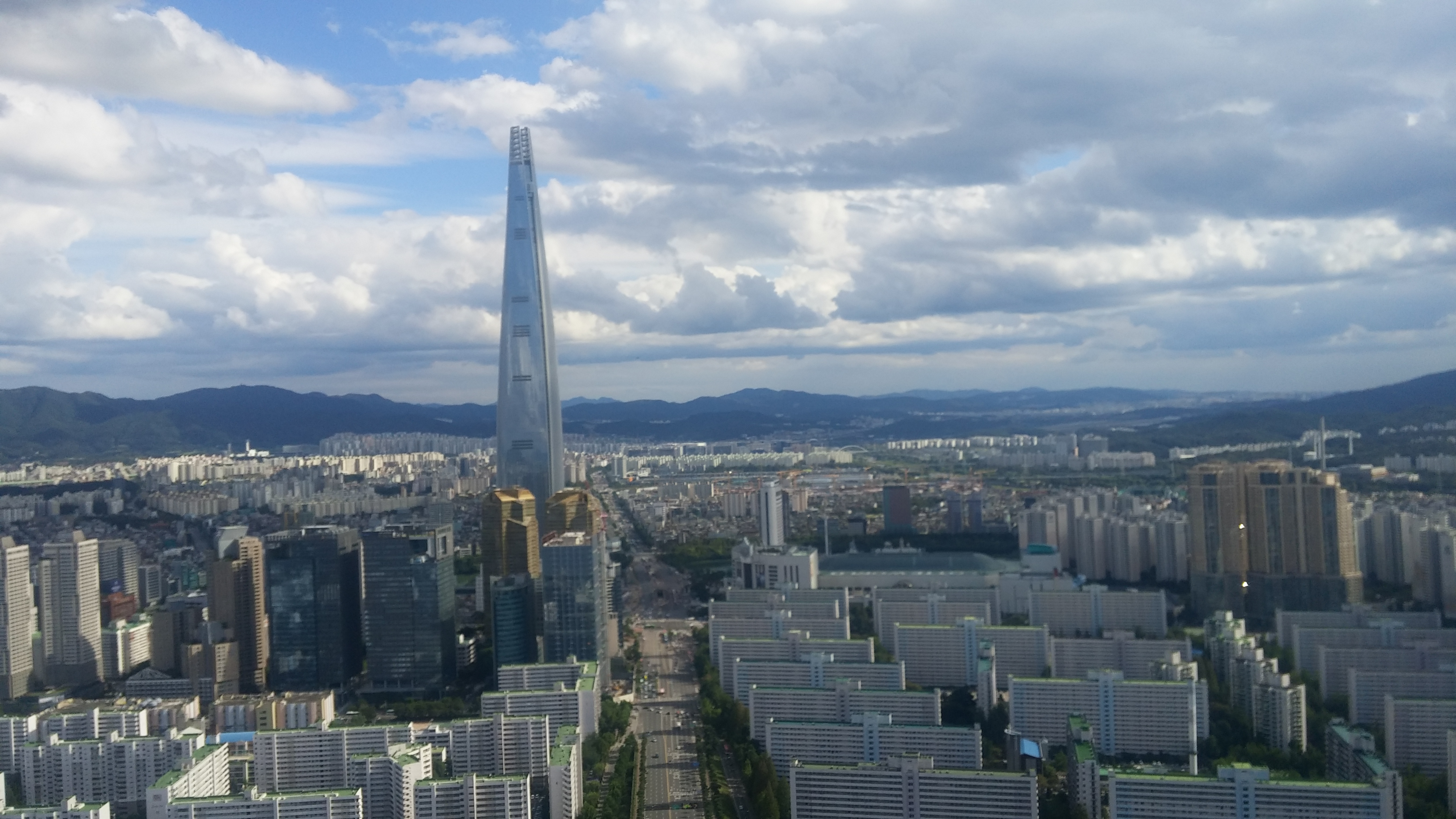
19 tháng 9 năm 2016.
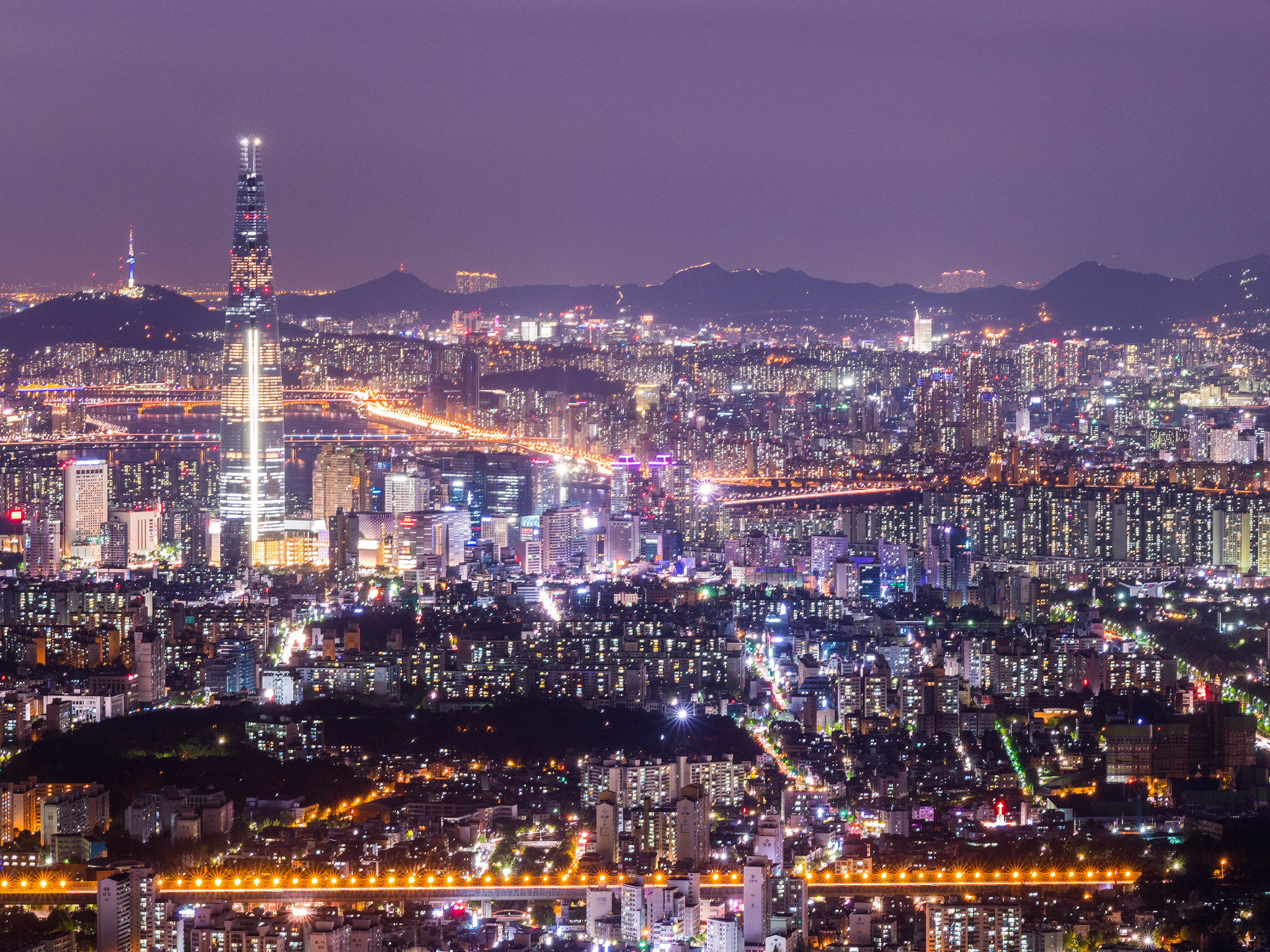
3 tháng 10 năm 2016.
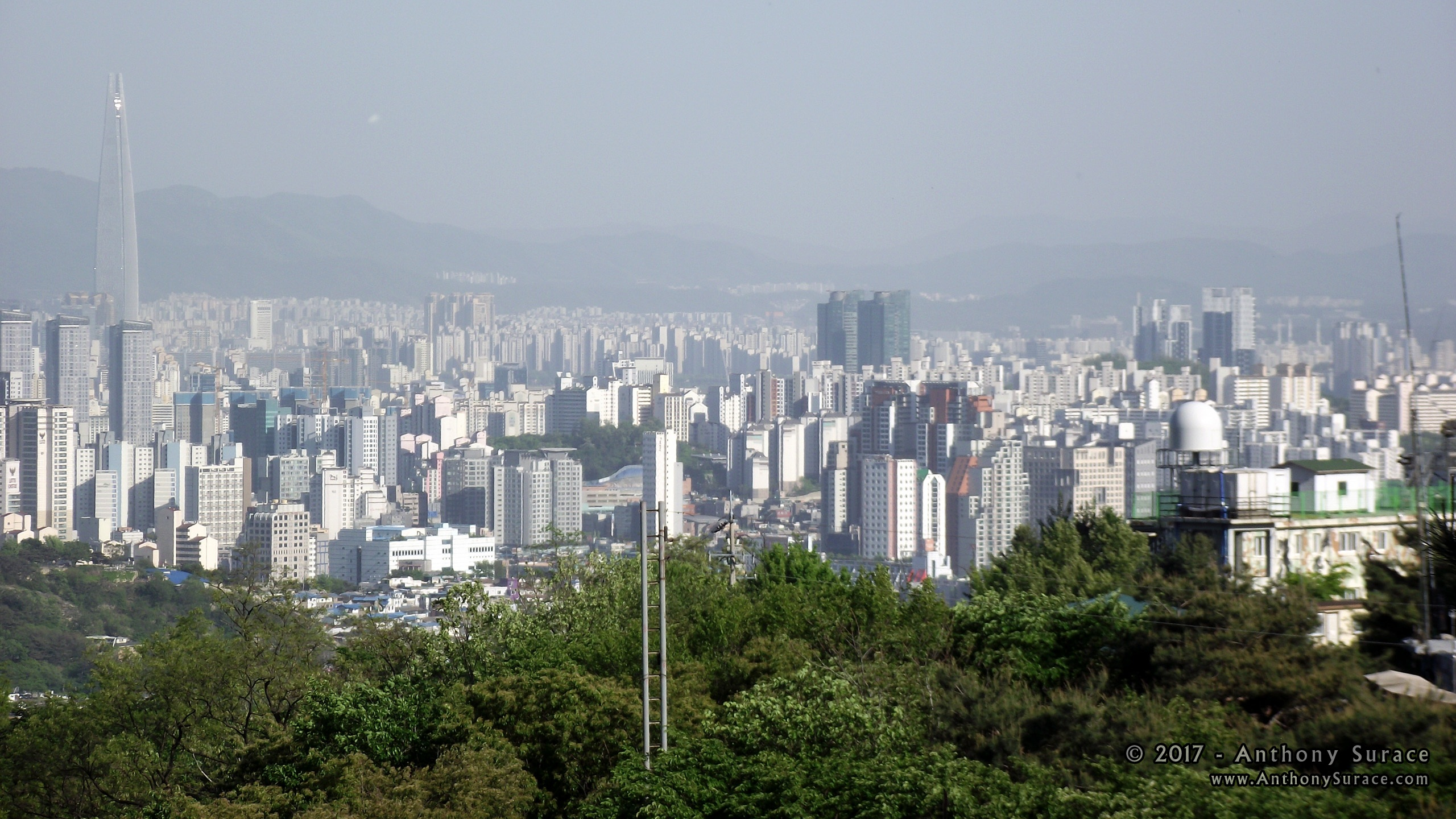
7 tháng 5 năm 2017.
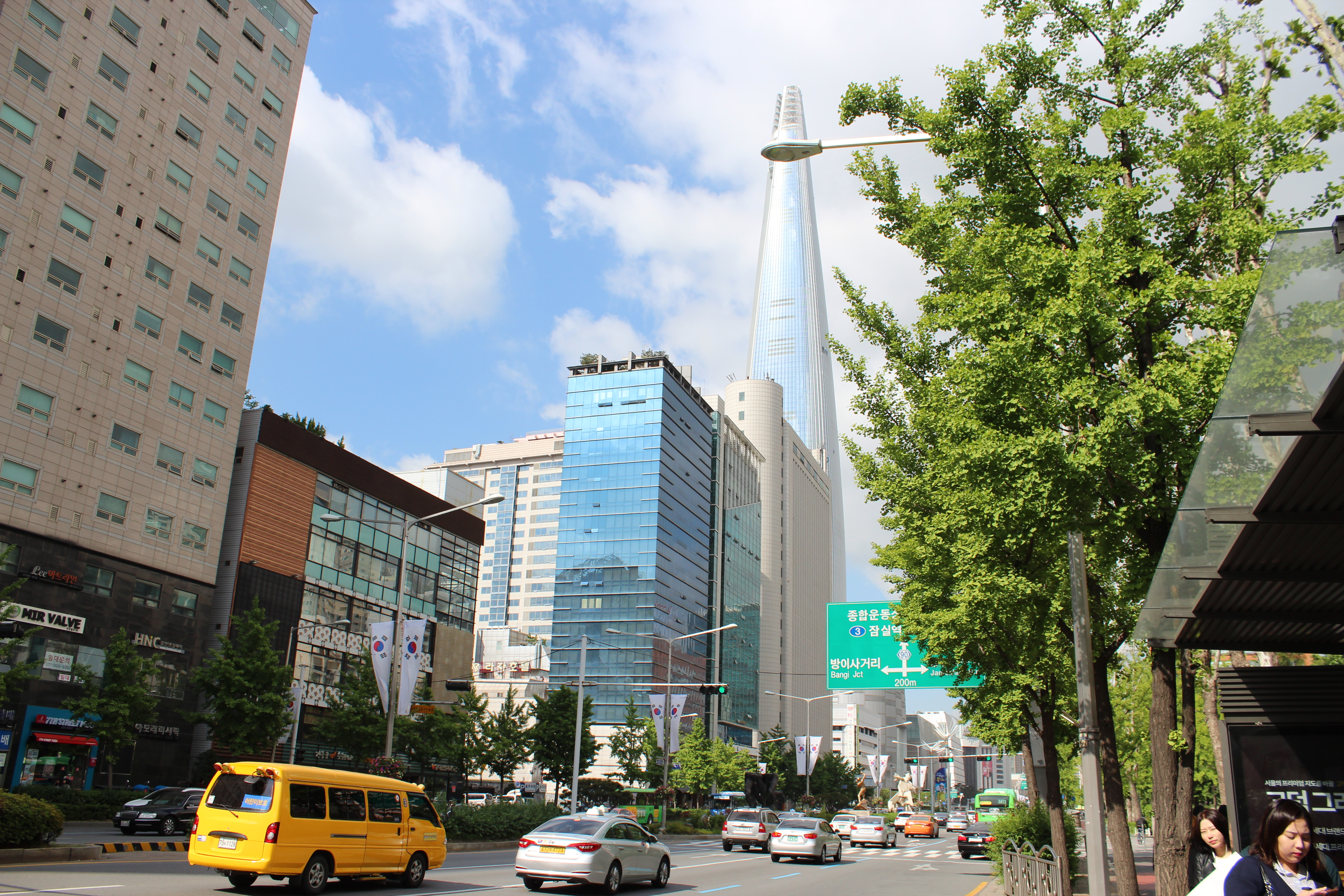
15 tháng 5 năm 2017.
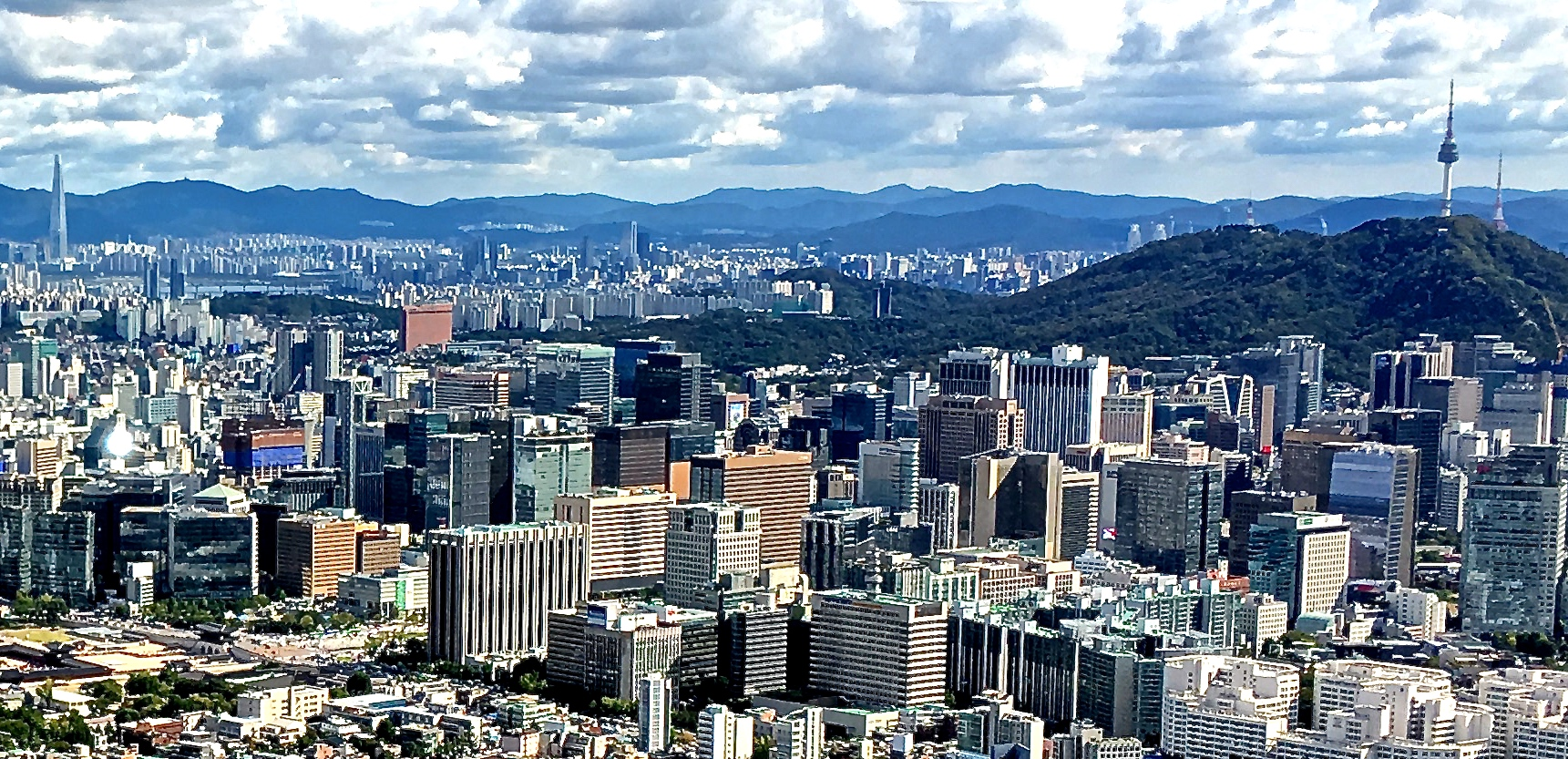
7 tháng 10 năm 2017.
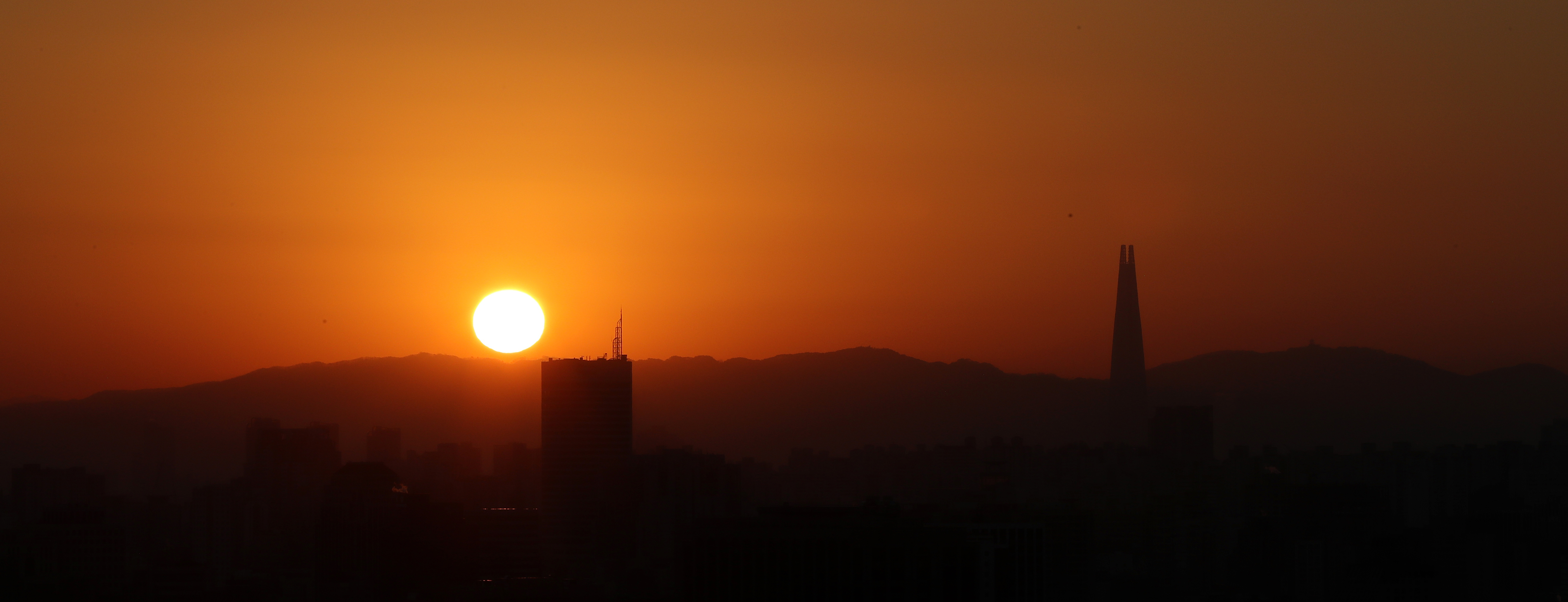
1 tháng 1 năm 2018.
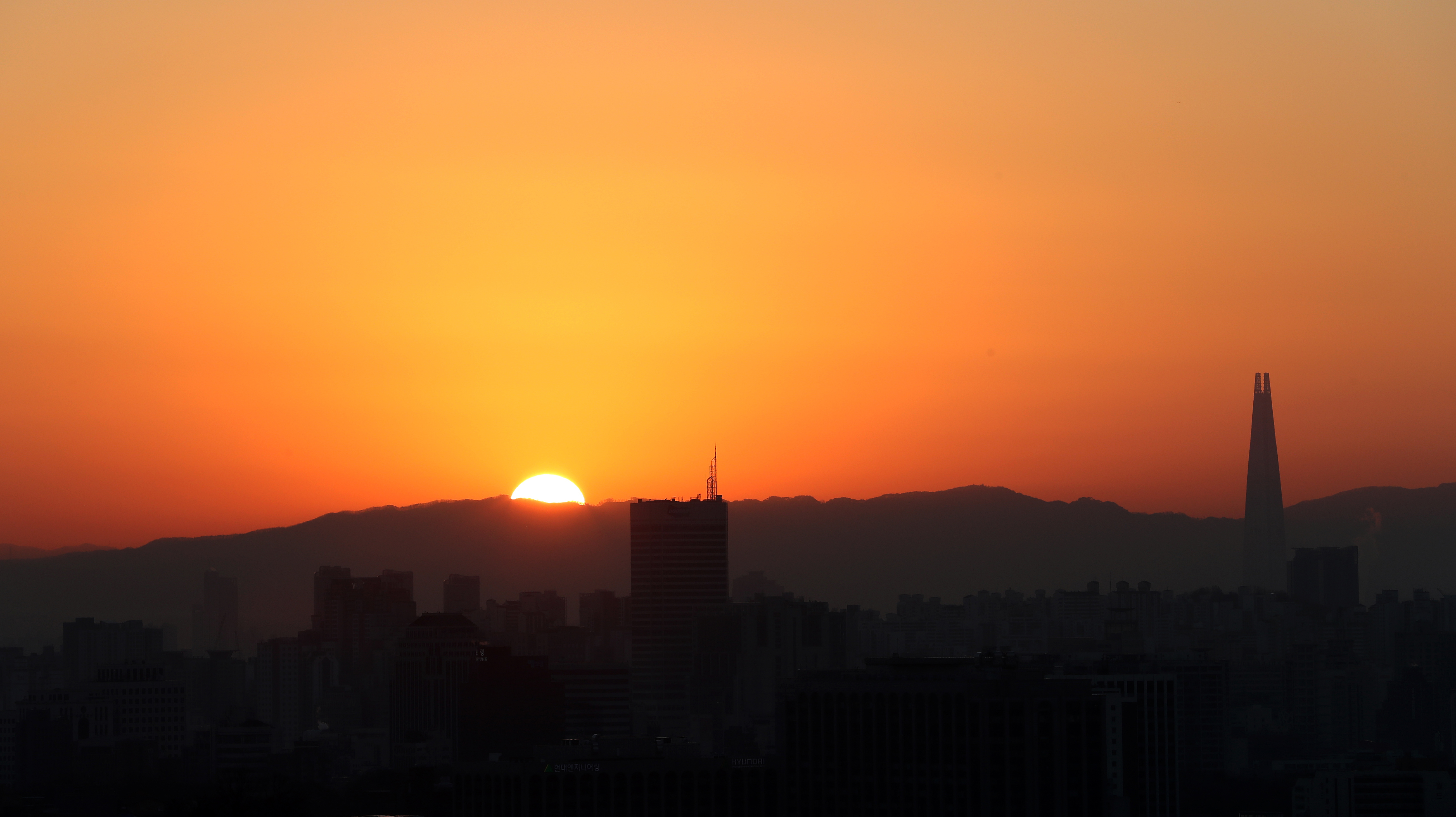
1 tháng 1 năm 2018.
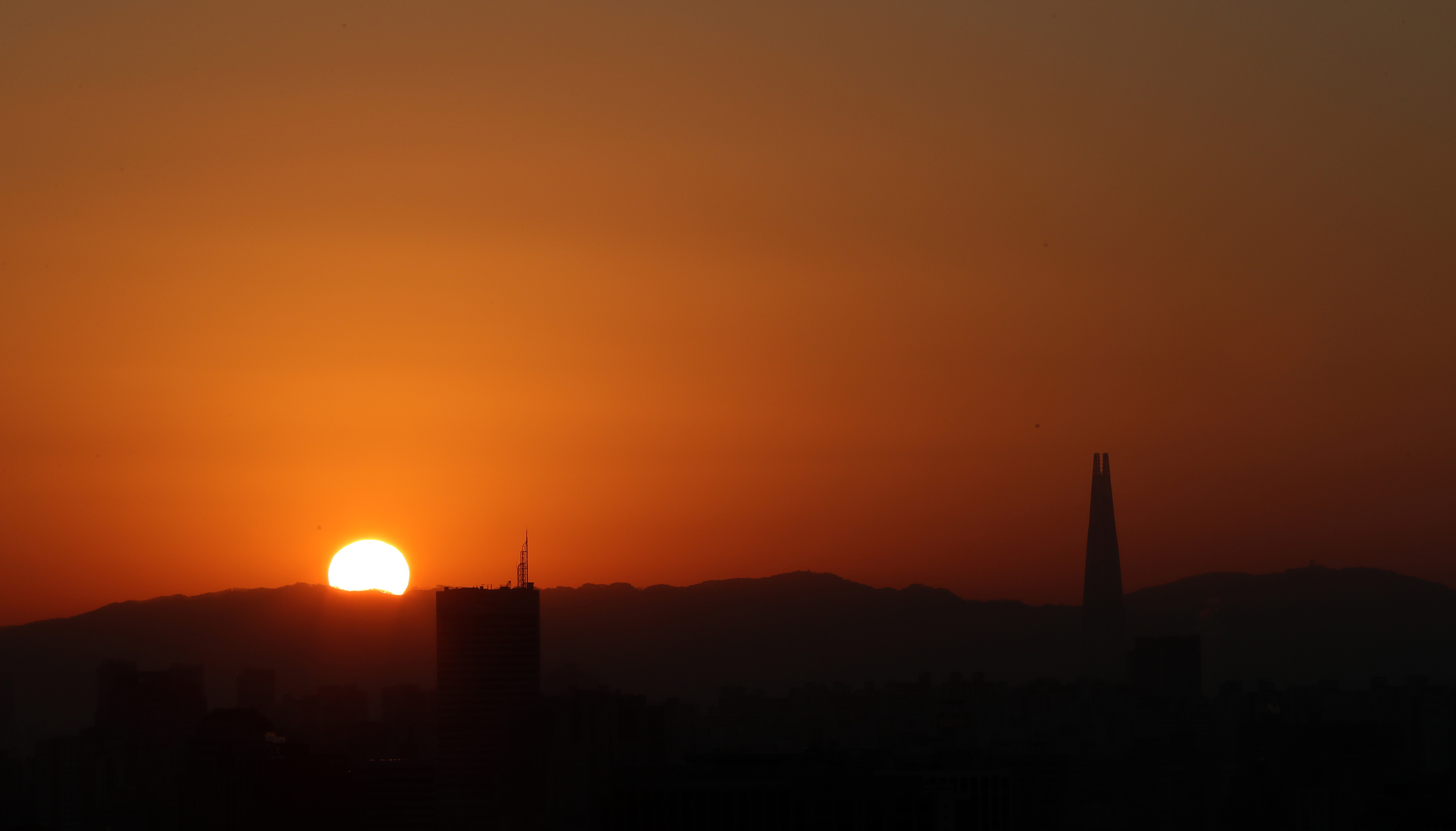
1 tháng 1 năm 2018.
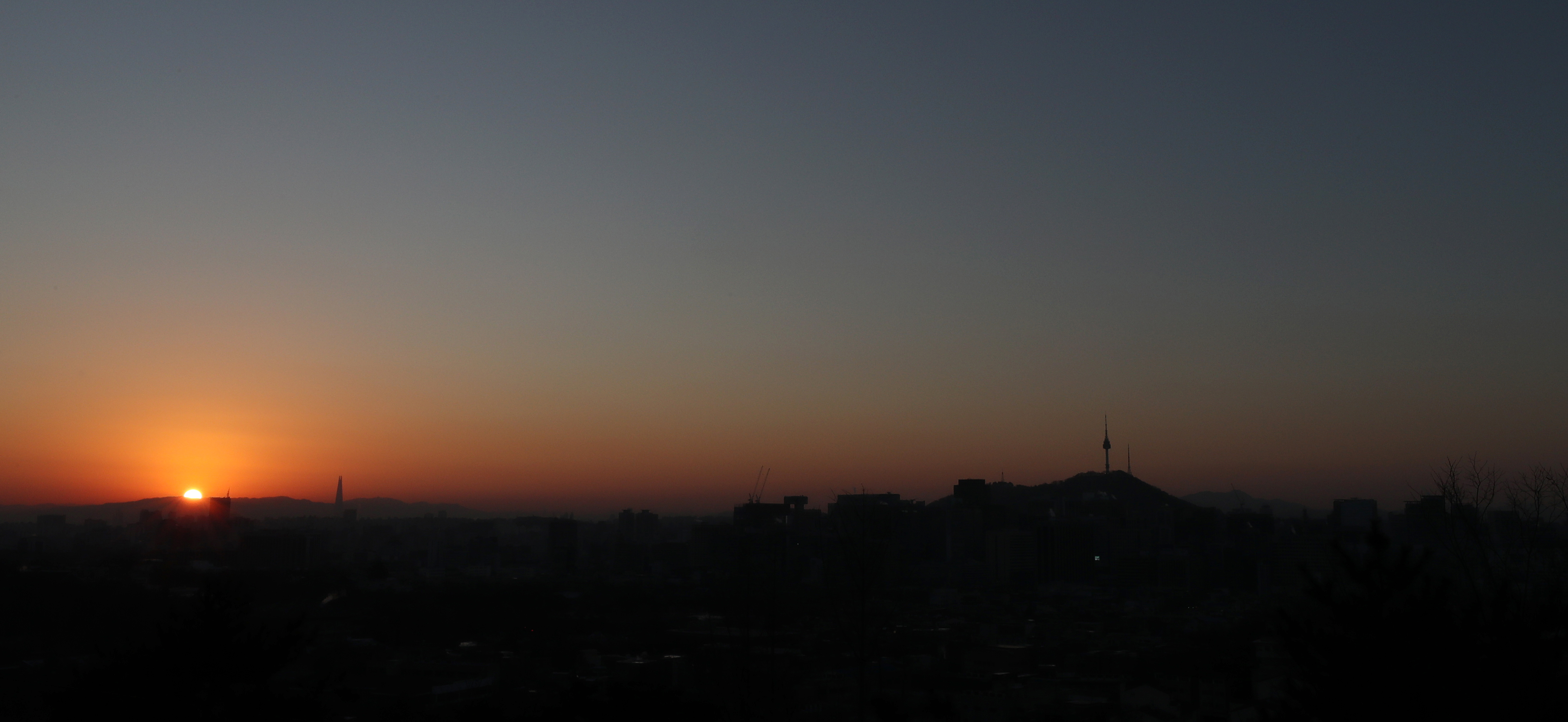
1 tháng 1 năm 2018.
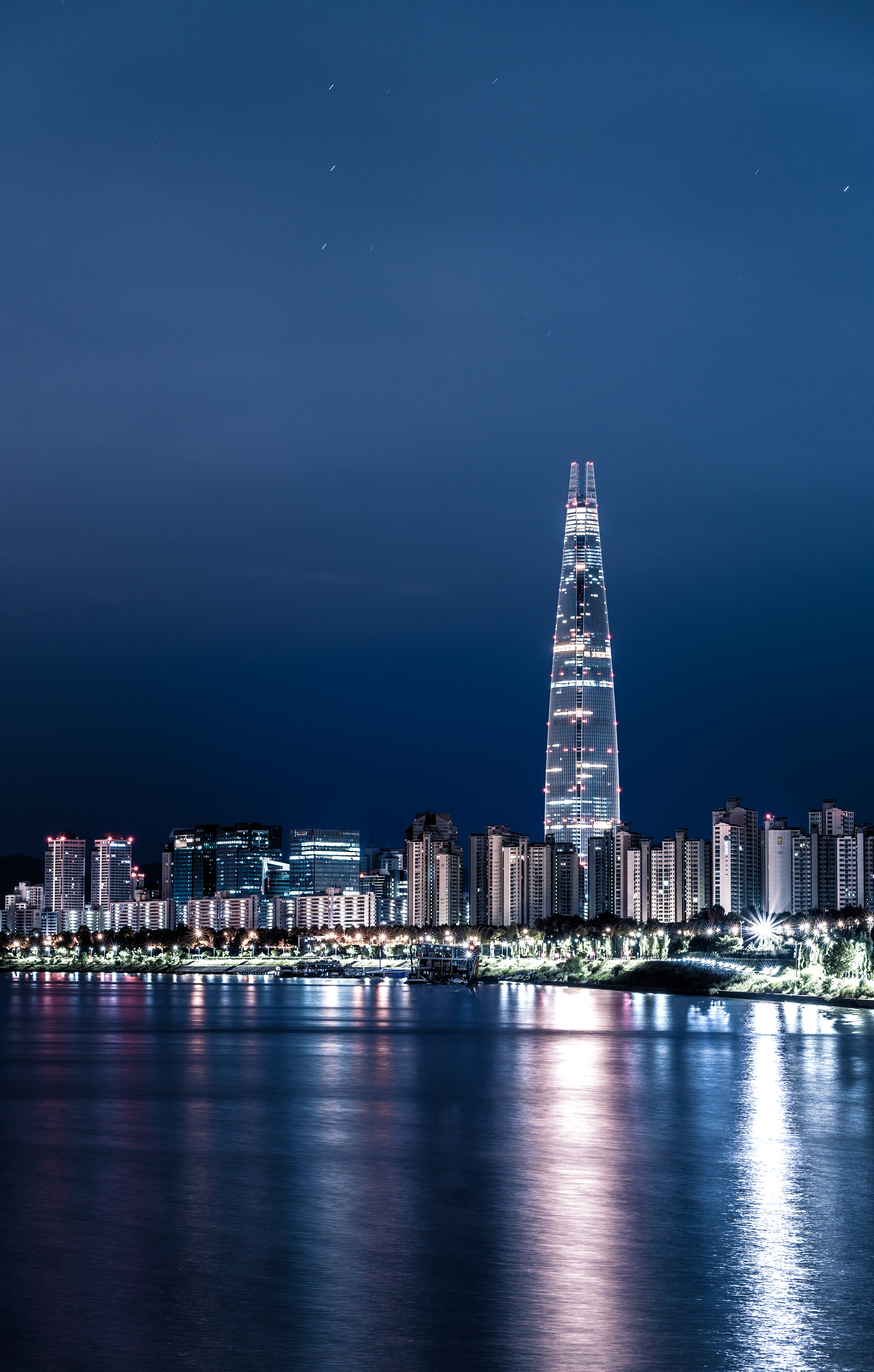
7 tháng 8 năm 2018.
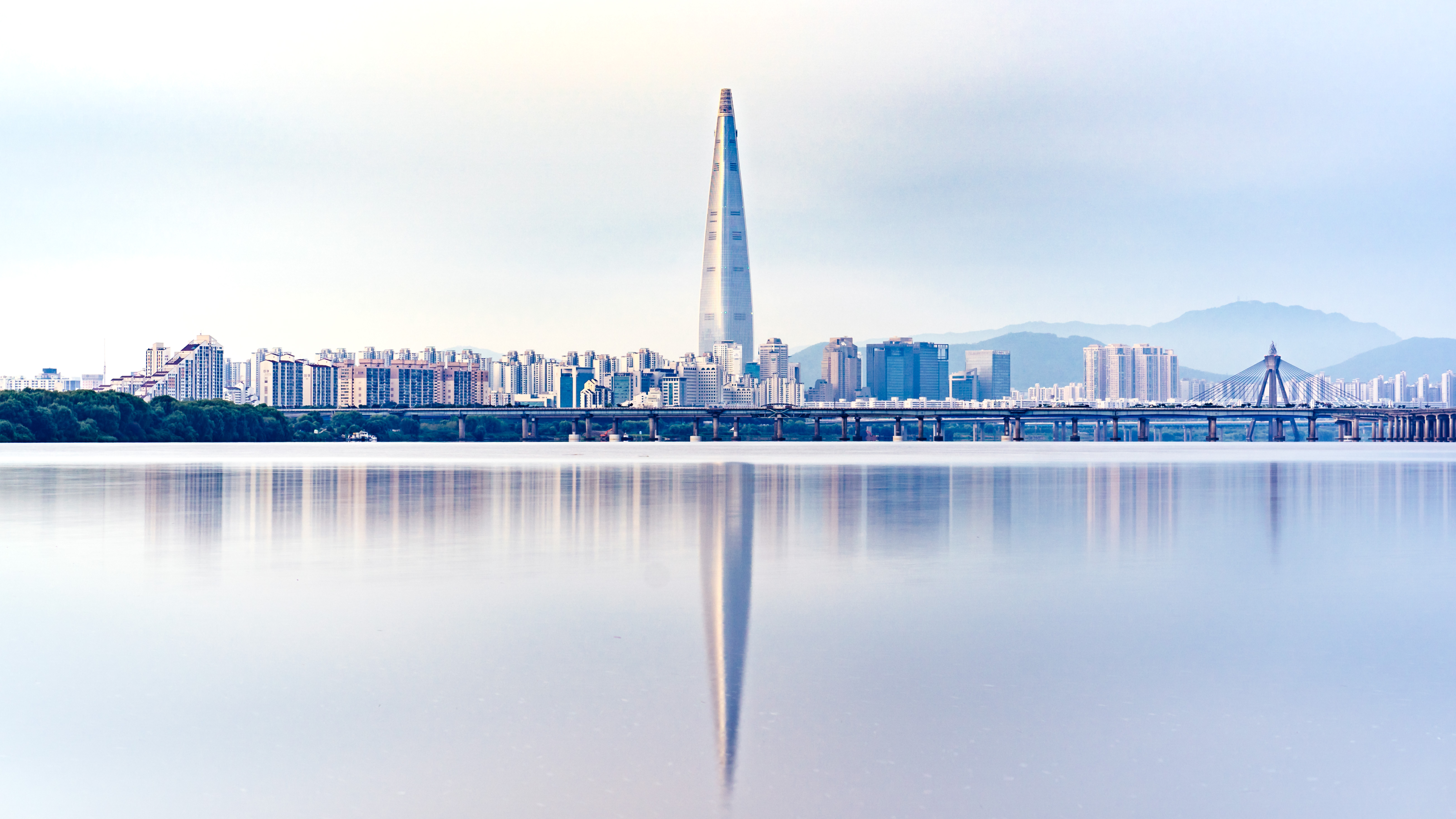
14 tháng 8 năm 2018.
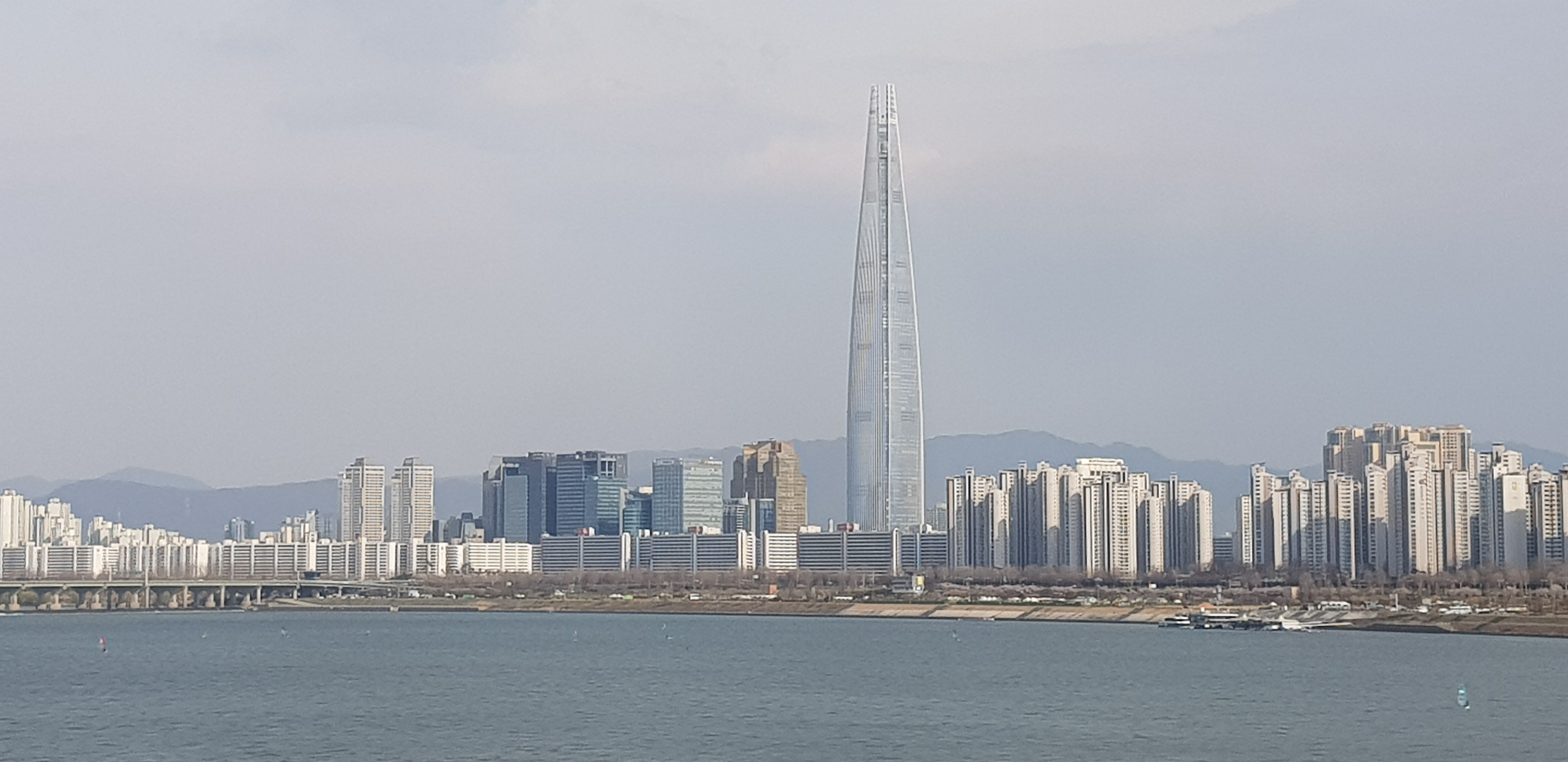
11 tháng 4 năm 2019.
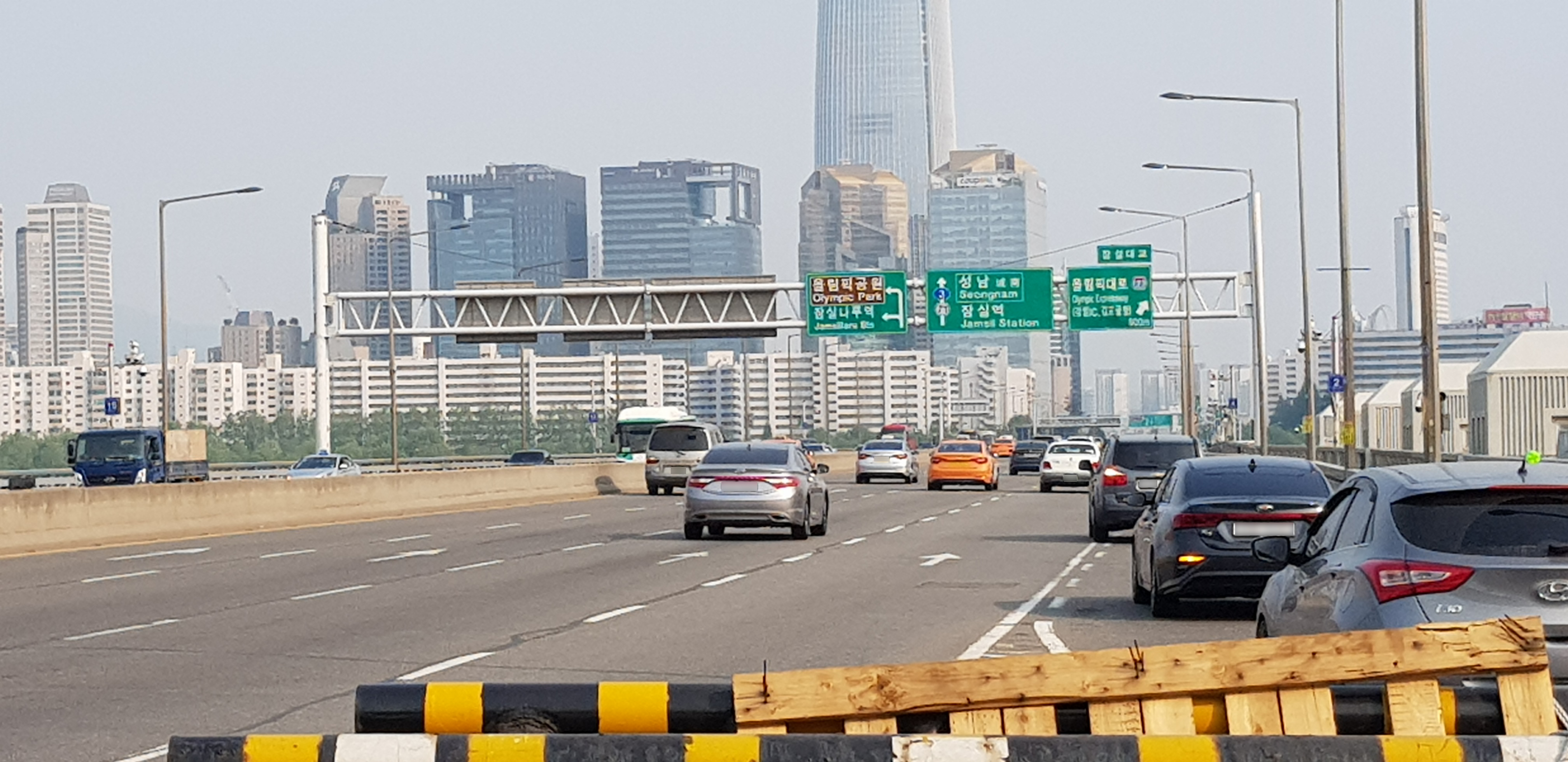
12 tháng 5 năm 2019.
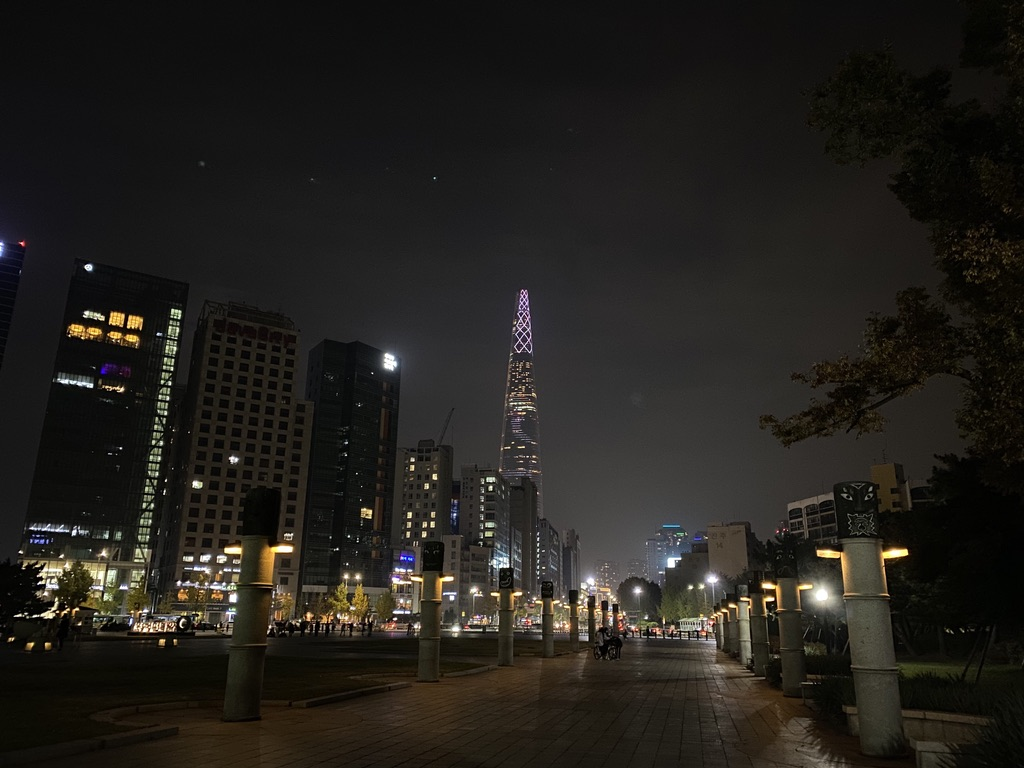
2 tháng 11 năm 2019.
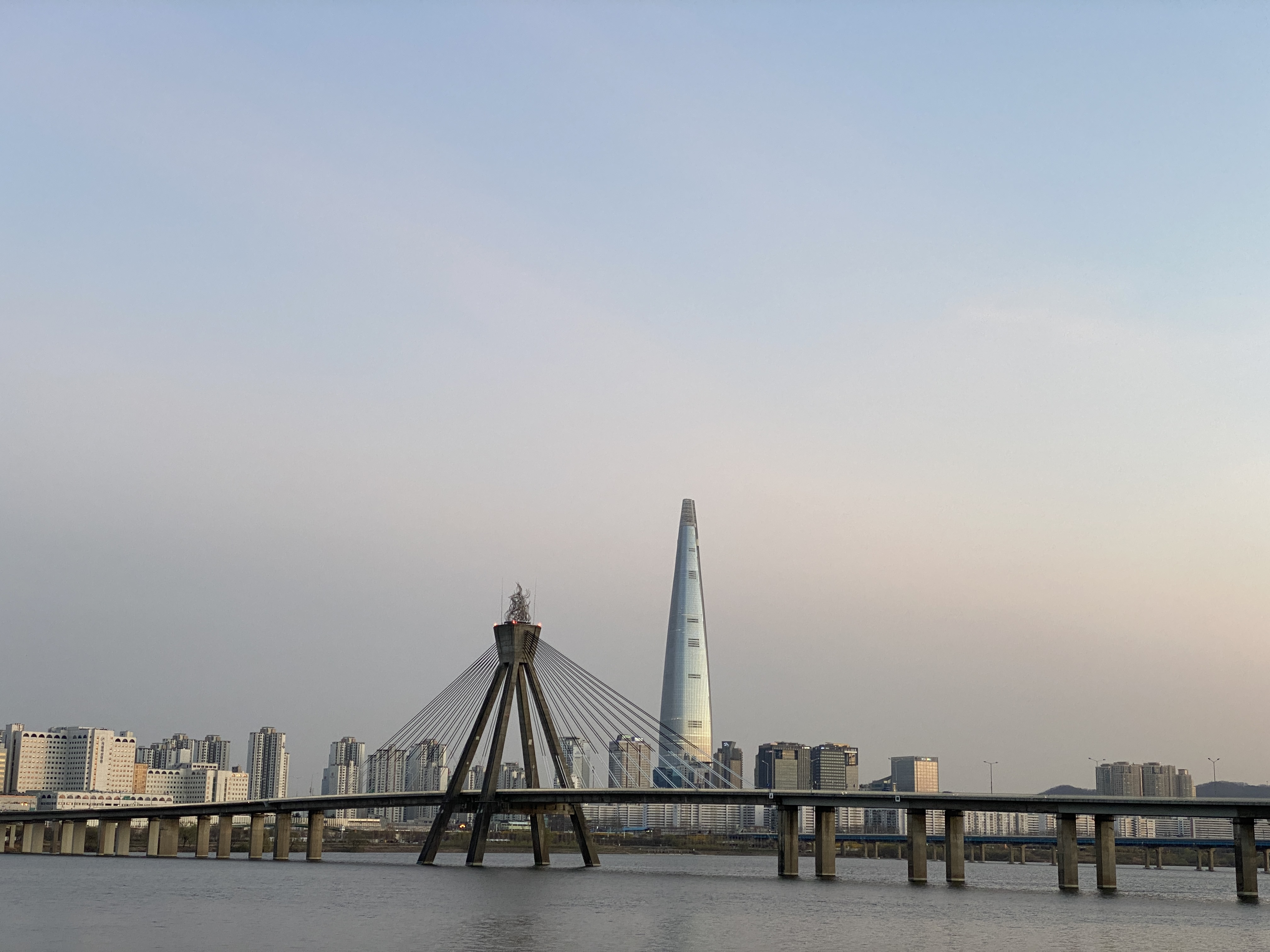
28 tháng 3 năm 2020.
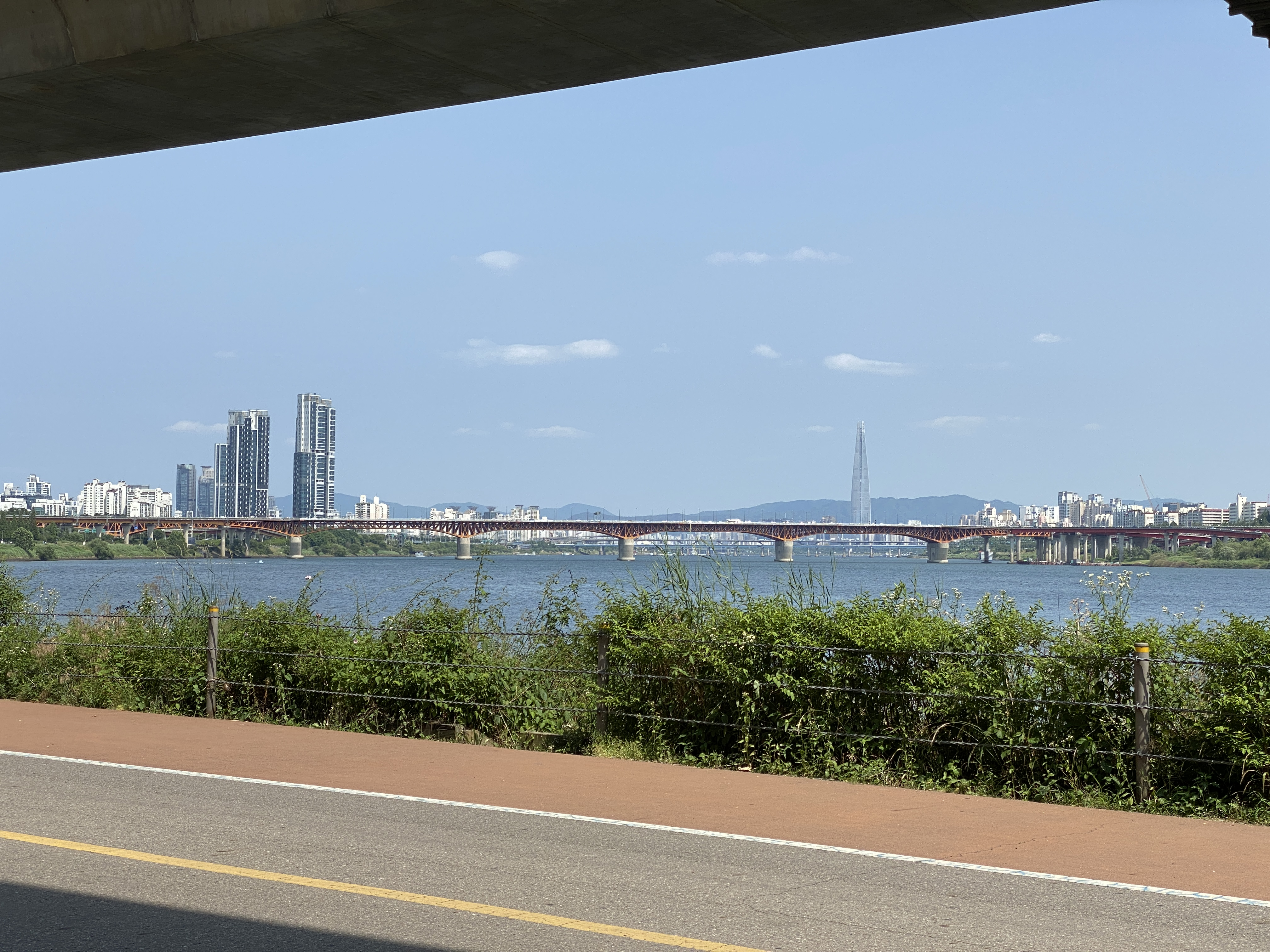
14 tháng 6 năm 2020.
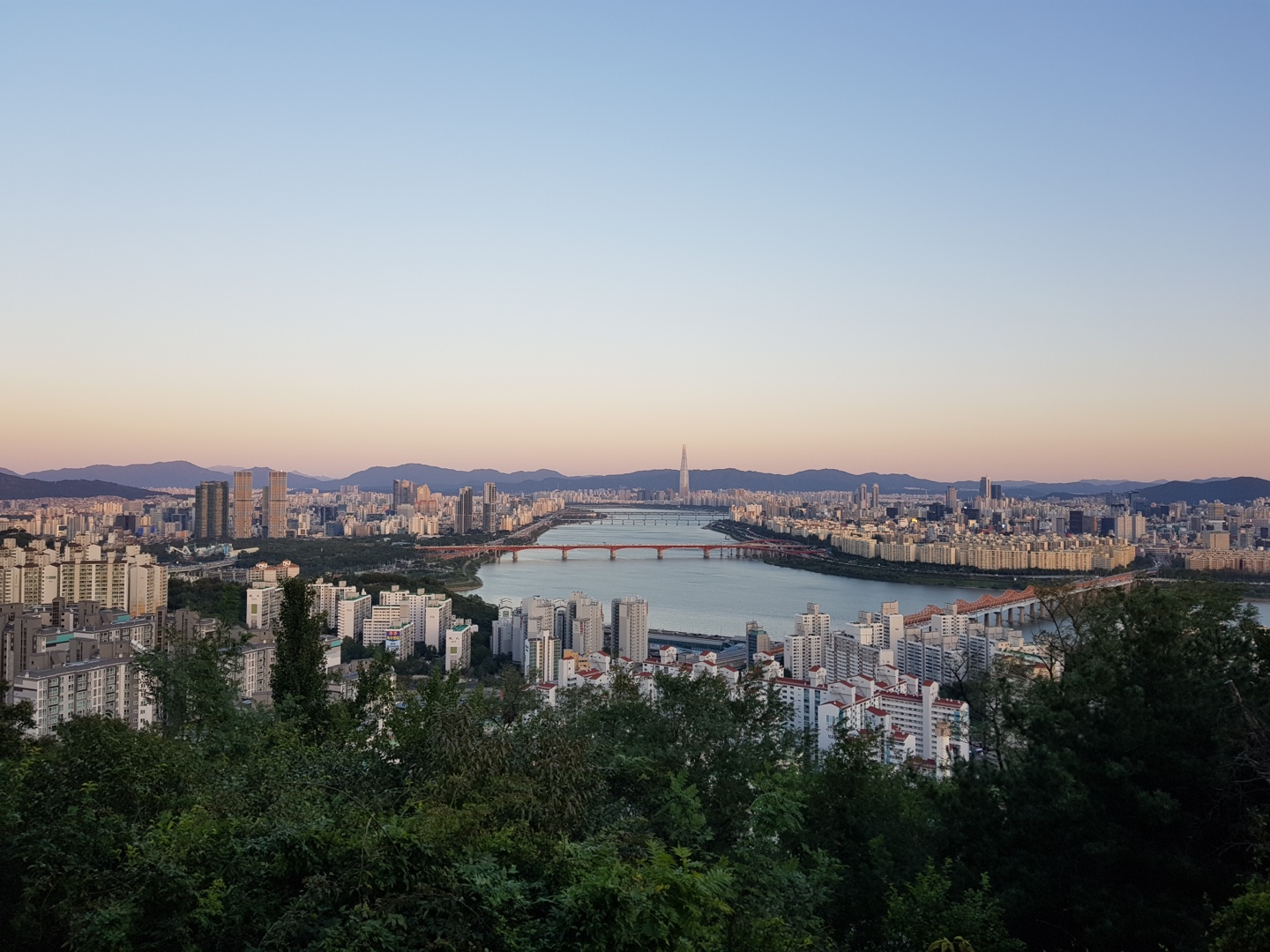
16 tháng 19 năm 2020.
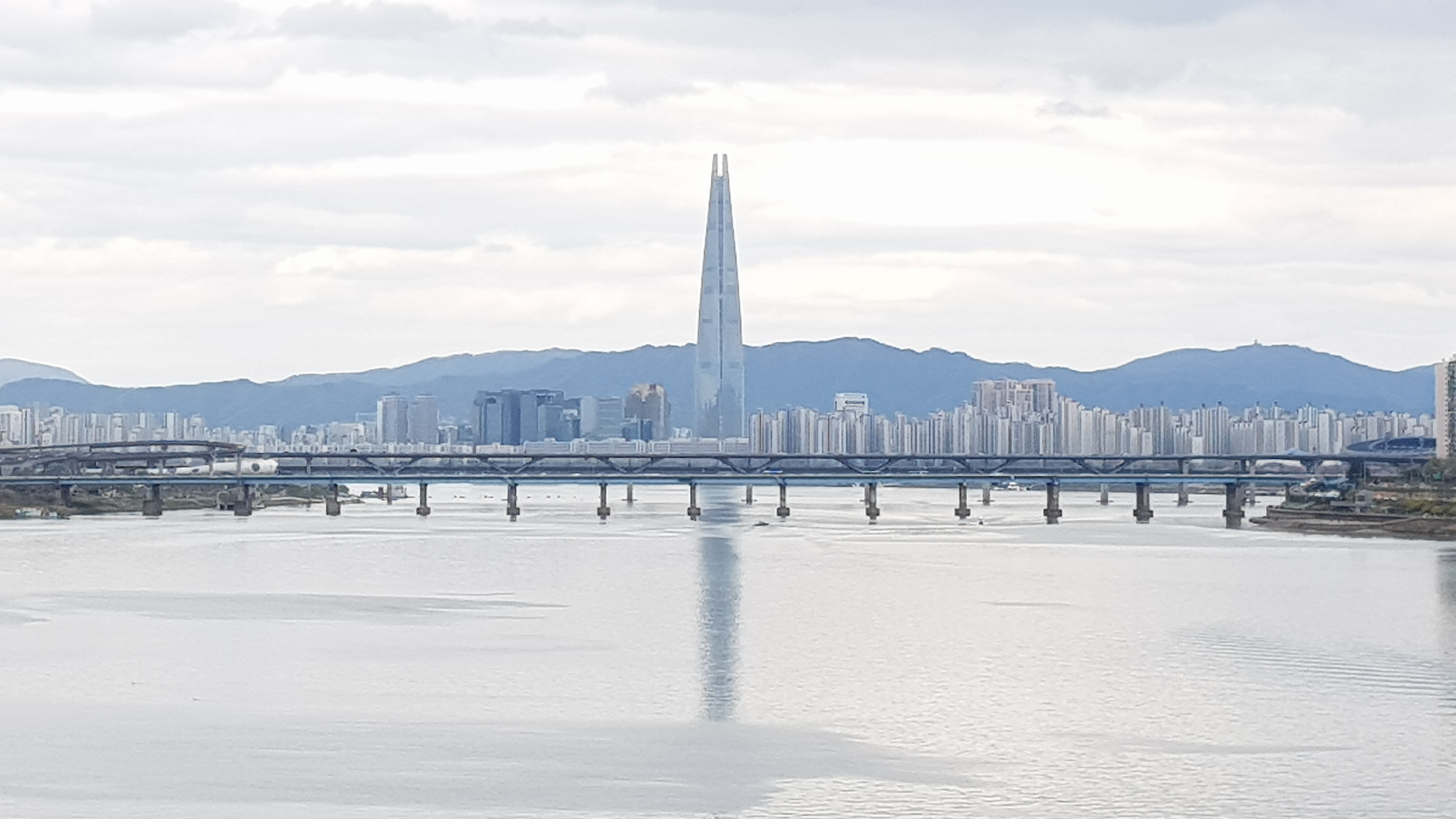
4 tháng 4 năm 2021.
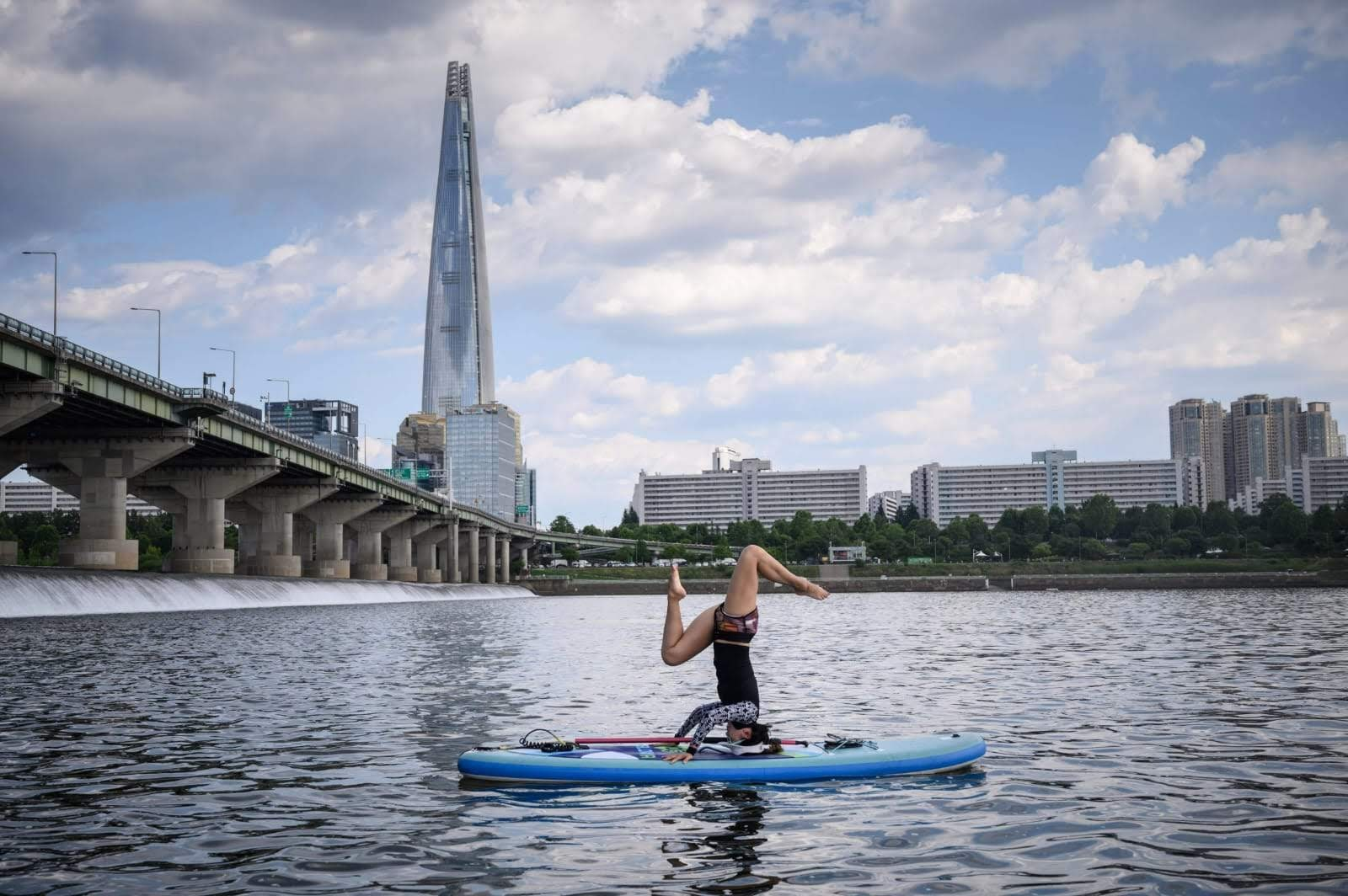
12 tháng 6 năm 2021.
27 tháng 6 năm 2021.
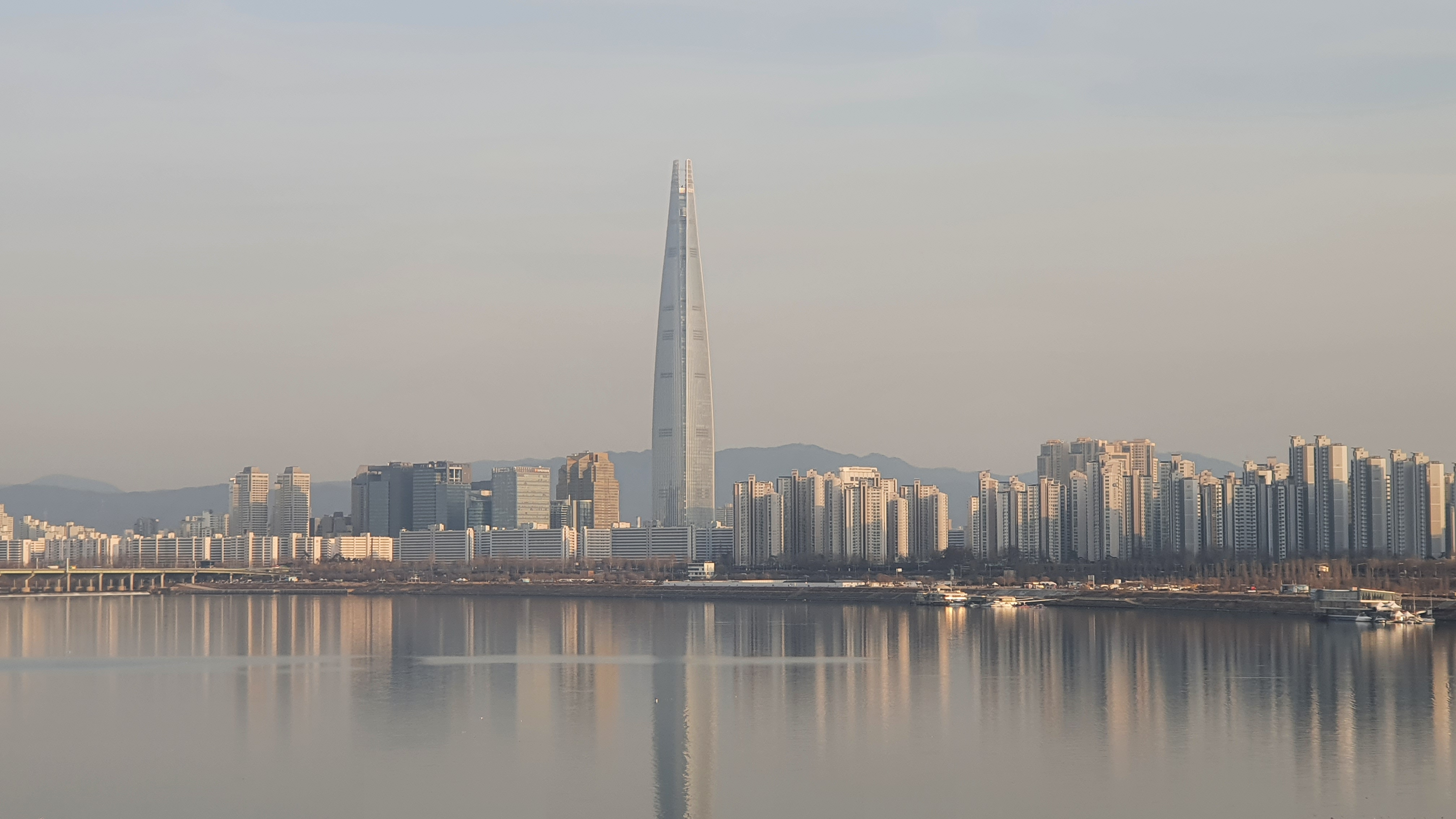
9 tháng 2 năm 2022.
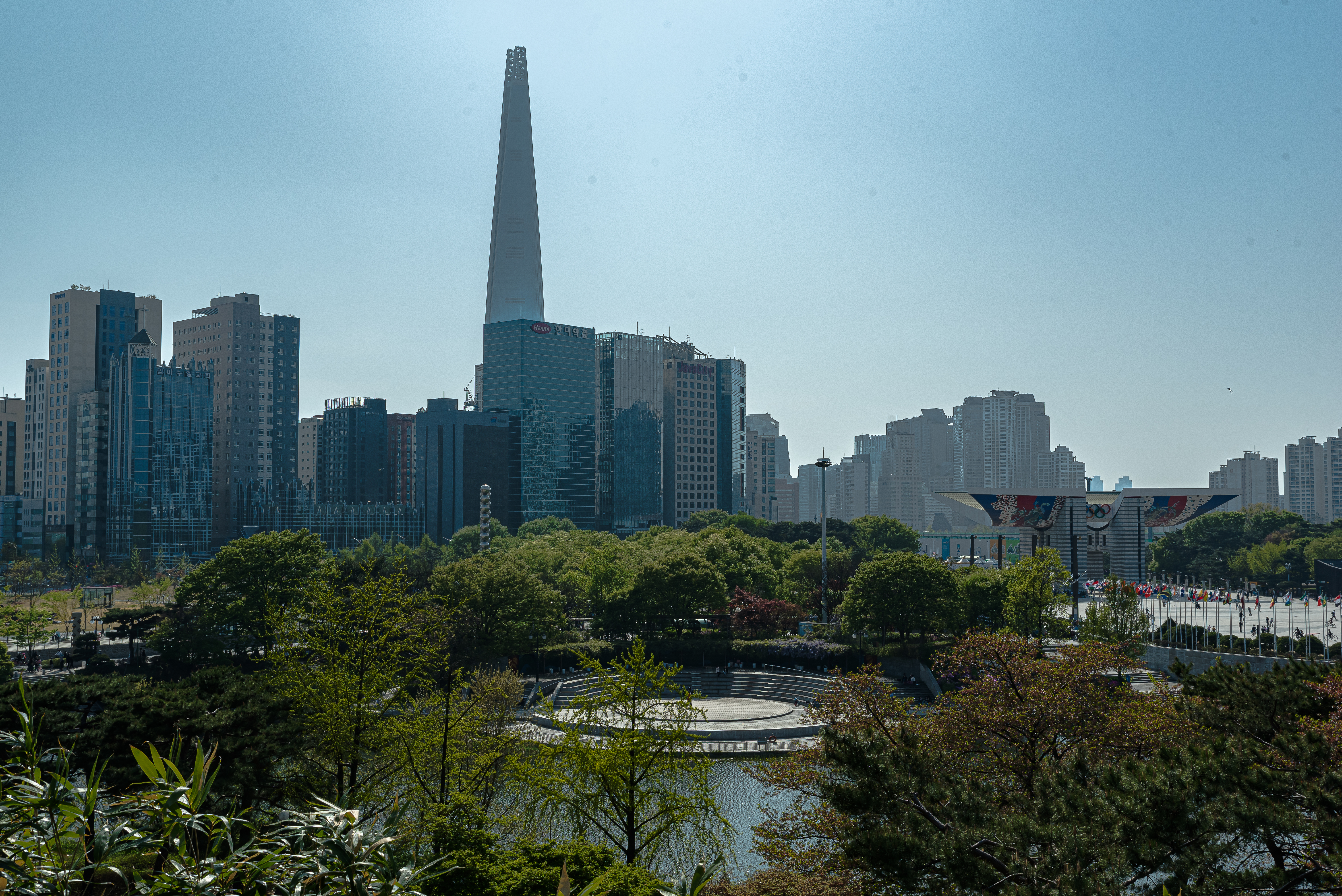
17 tháng 4 năm 2022.
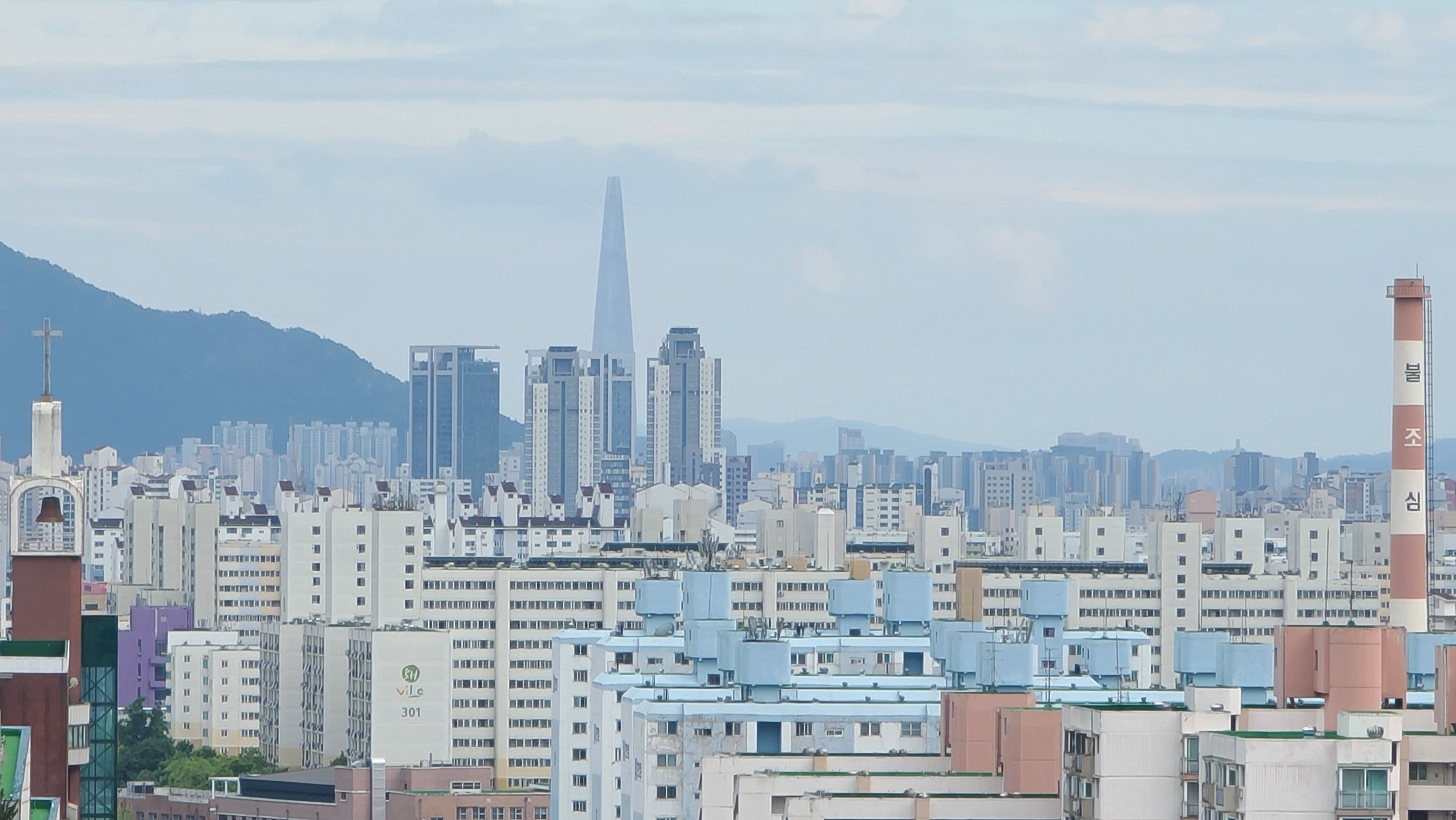
1 tháng 8 năm 2022.
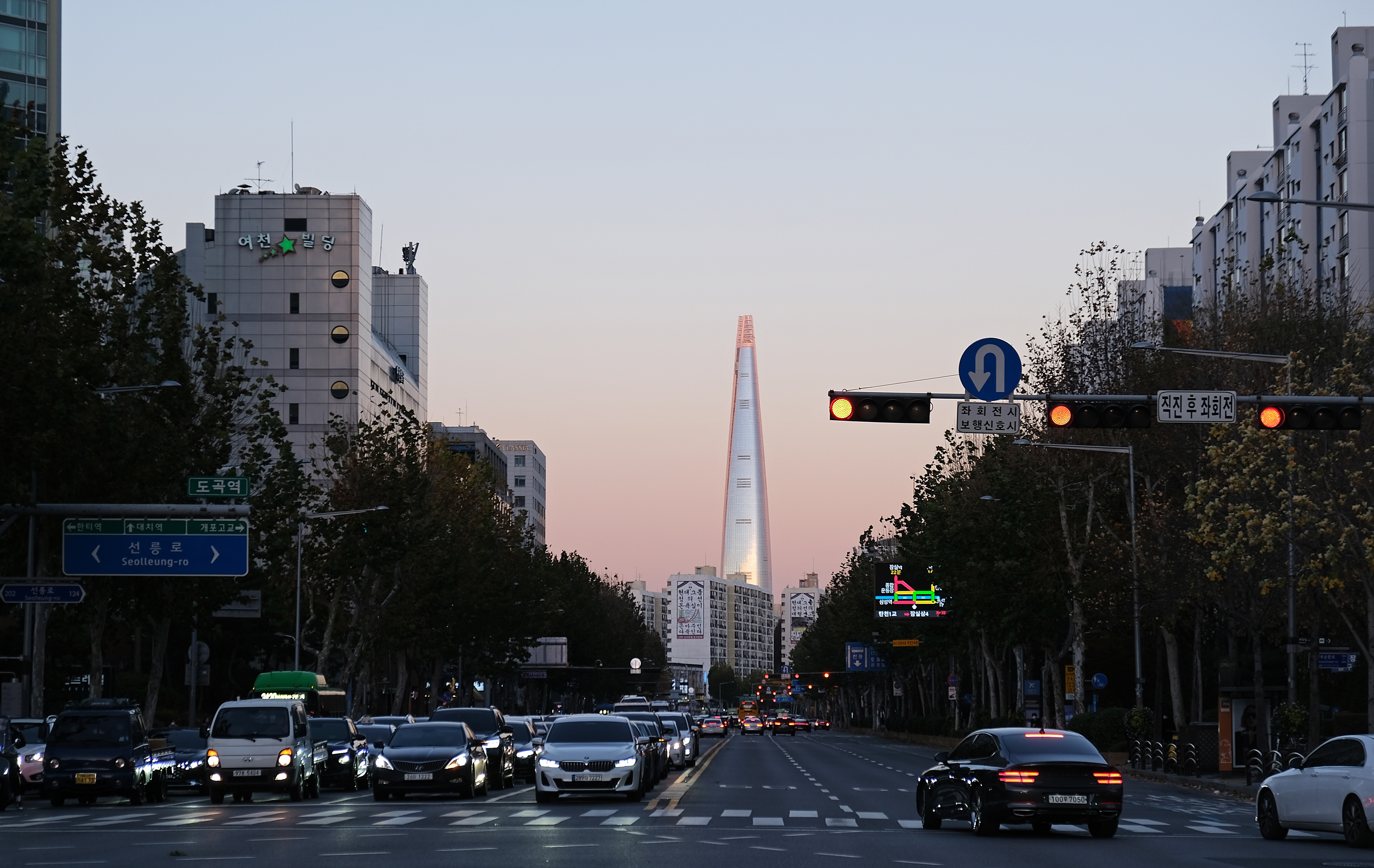
26 tháng 11 năm 2022.
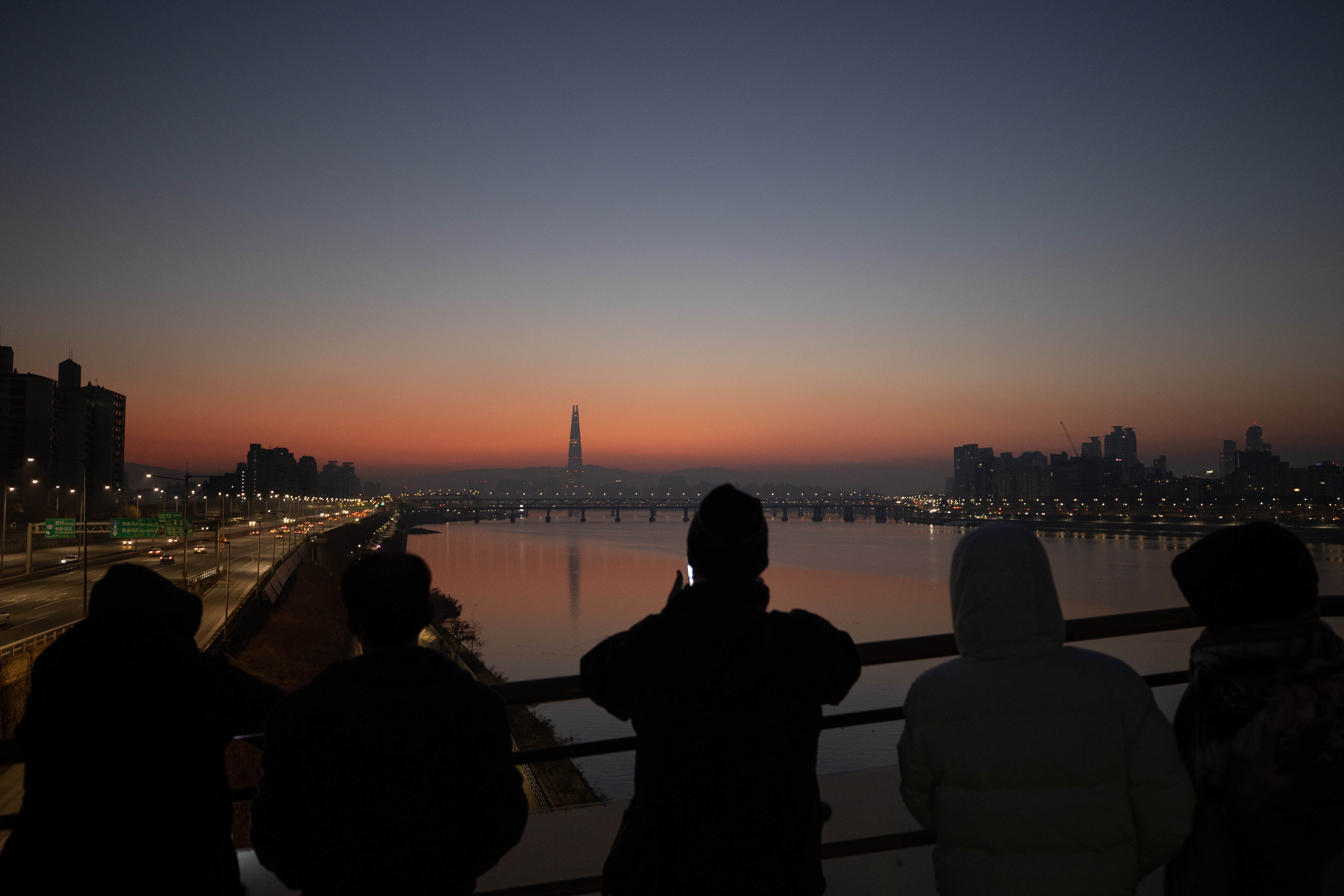
1 tháng 1 năm 2023.
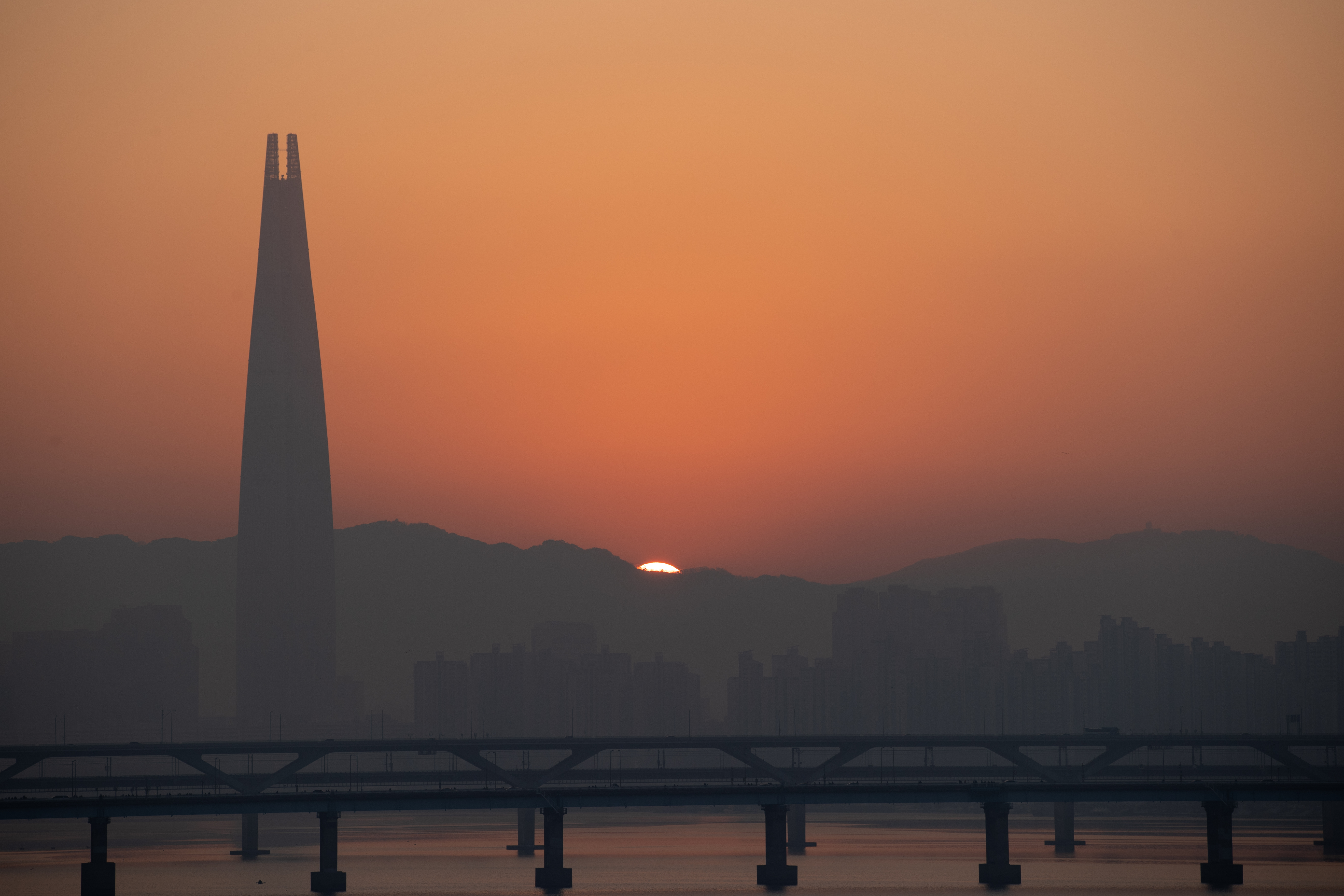
1 tháng 1 năm 2023.
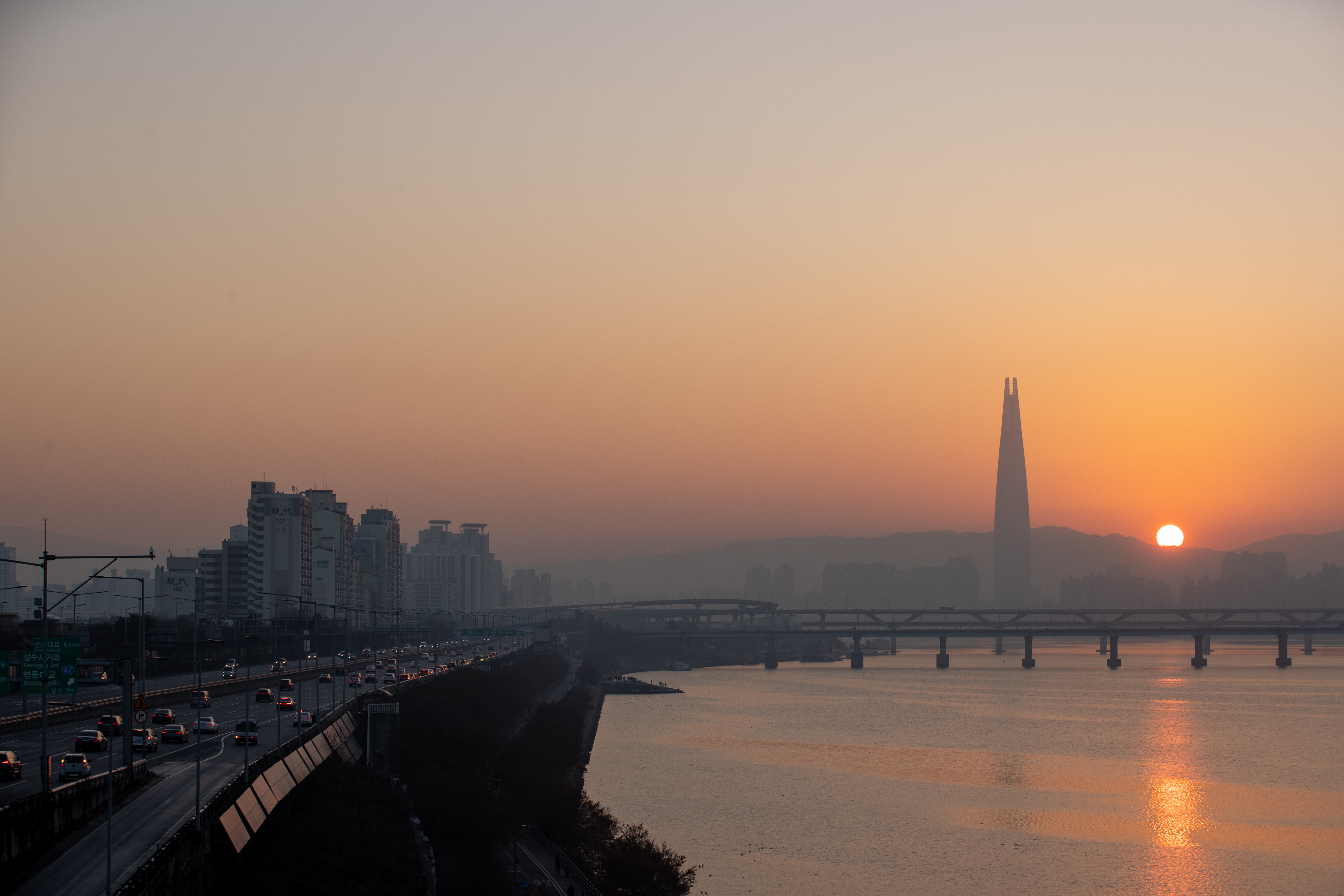
1 tháng 1 năm 2023.
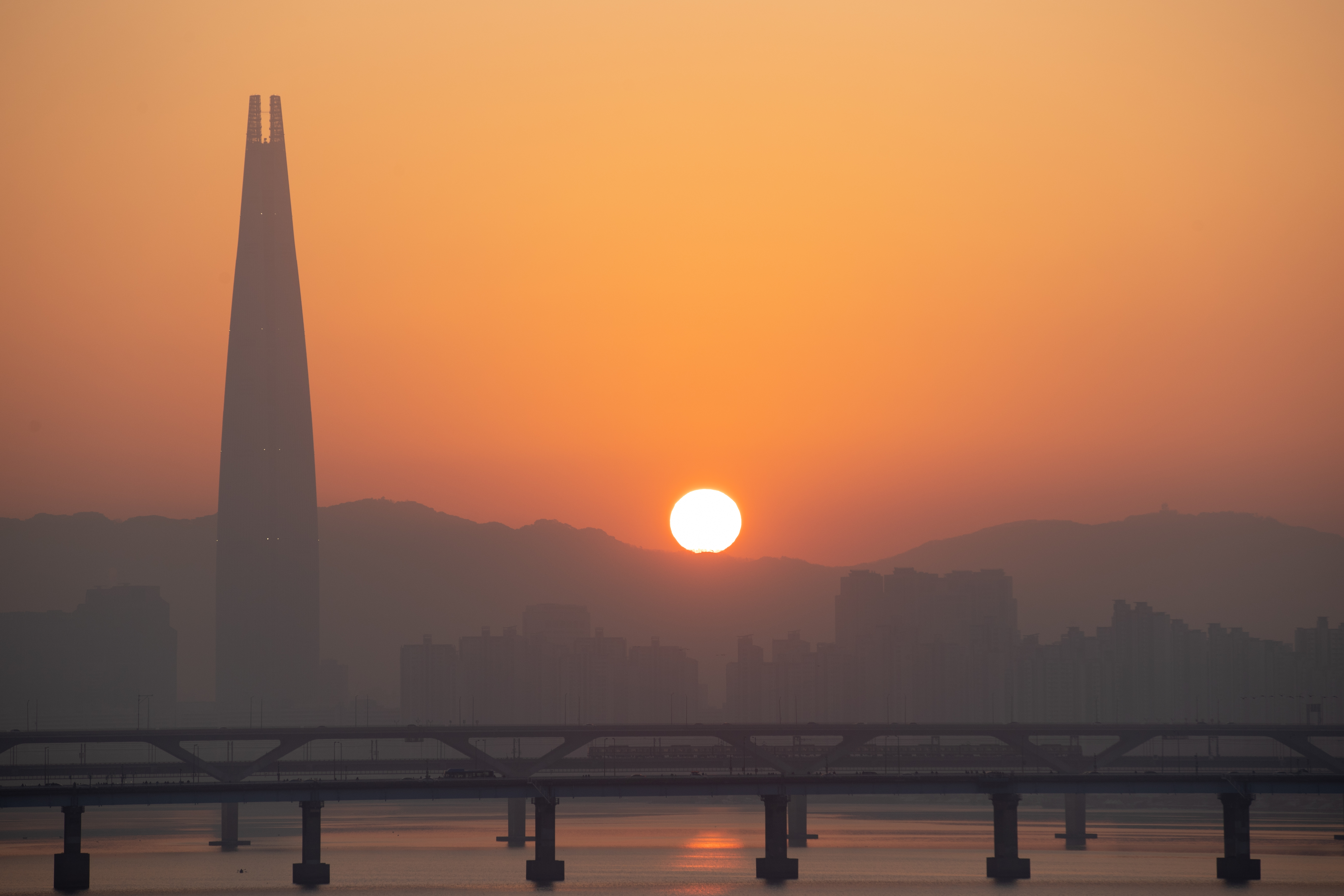
1 tháng 1 năm 2023.
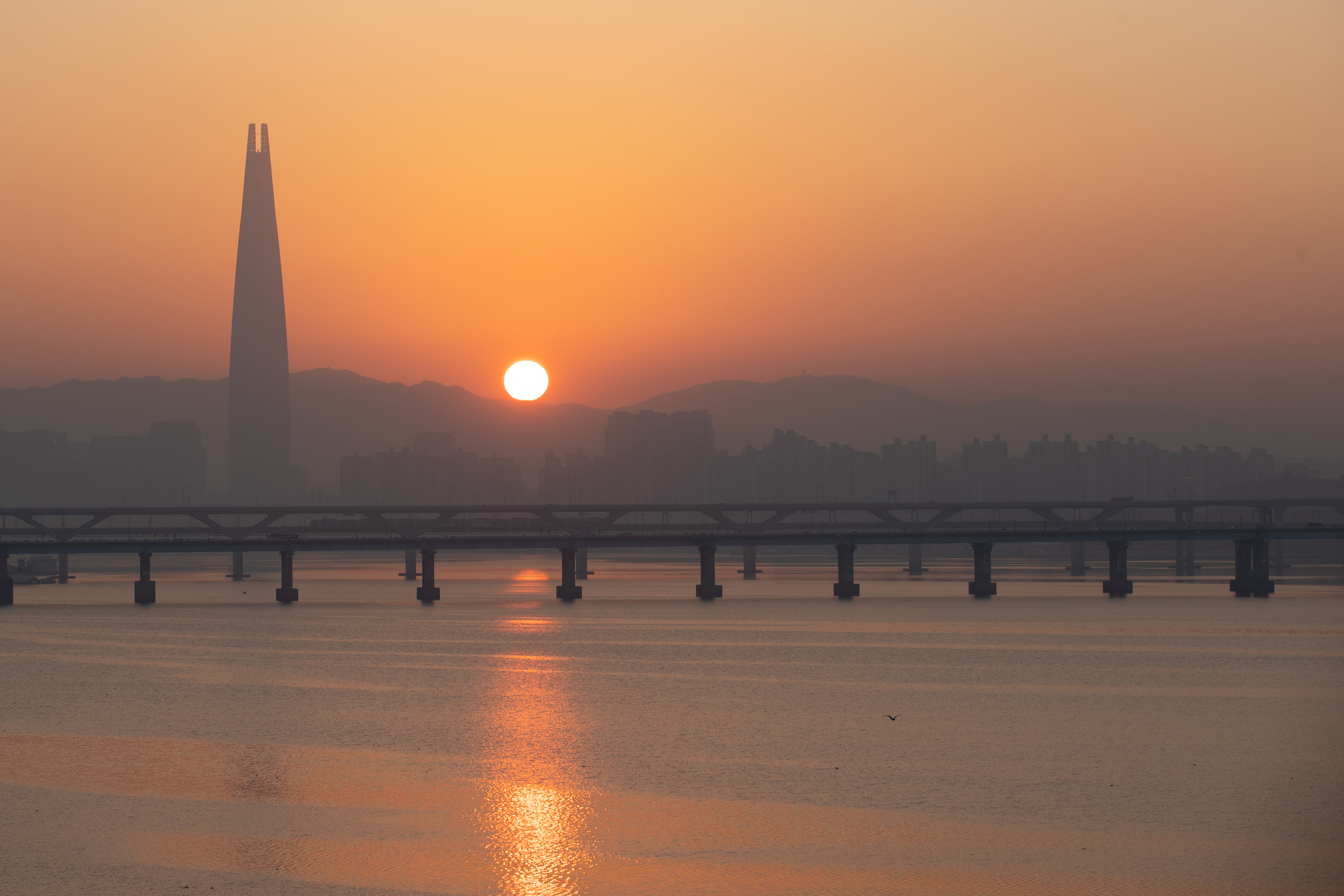
1 tháng 1 năm 2023.
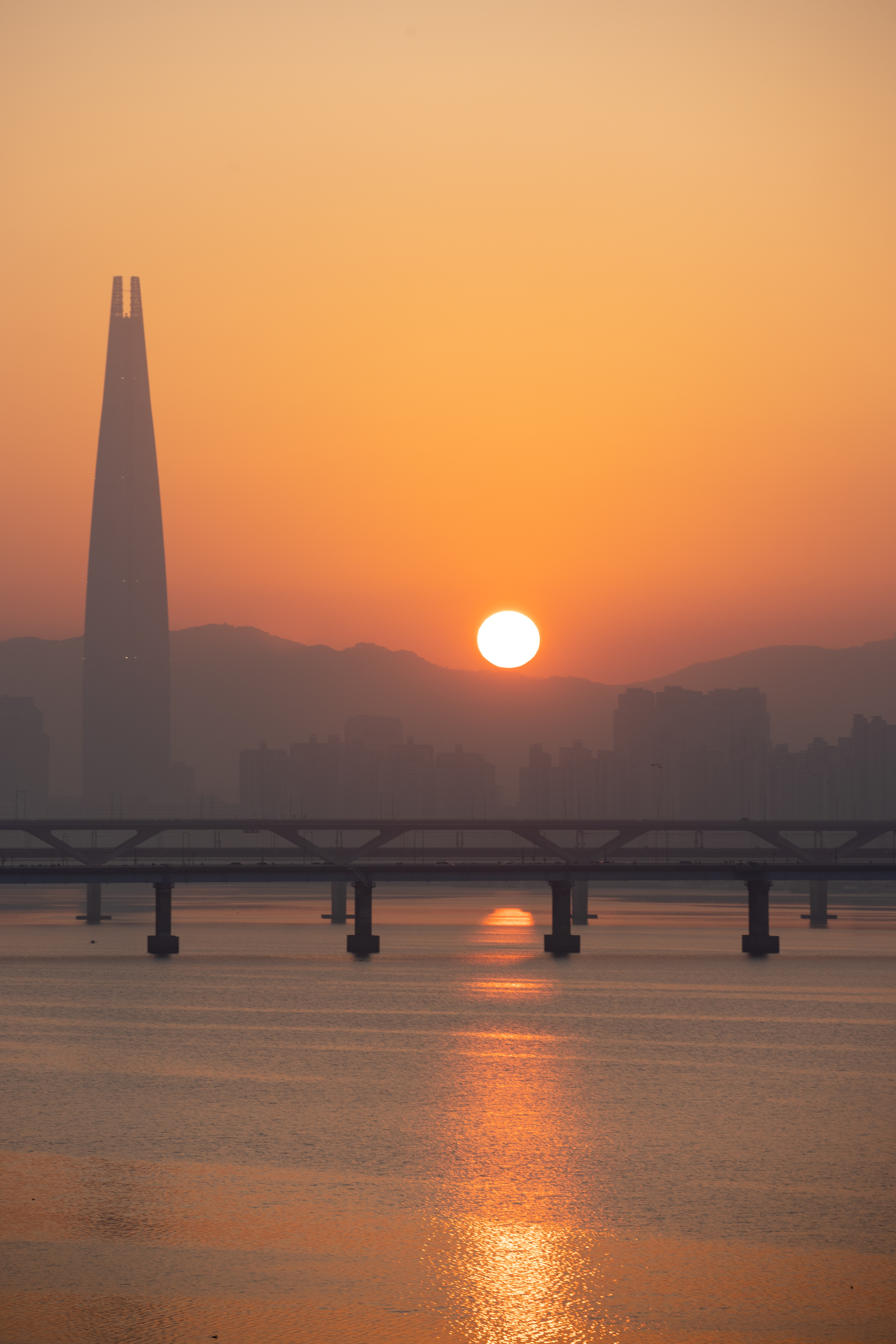
1 tháng 1 năm 2023.
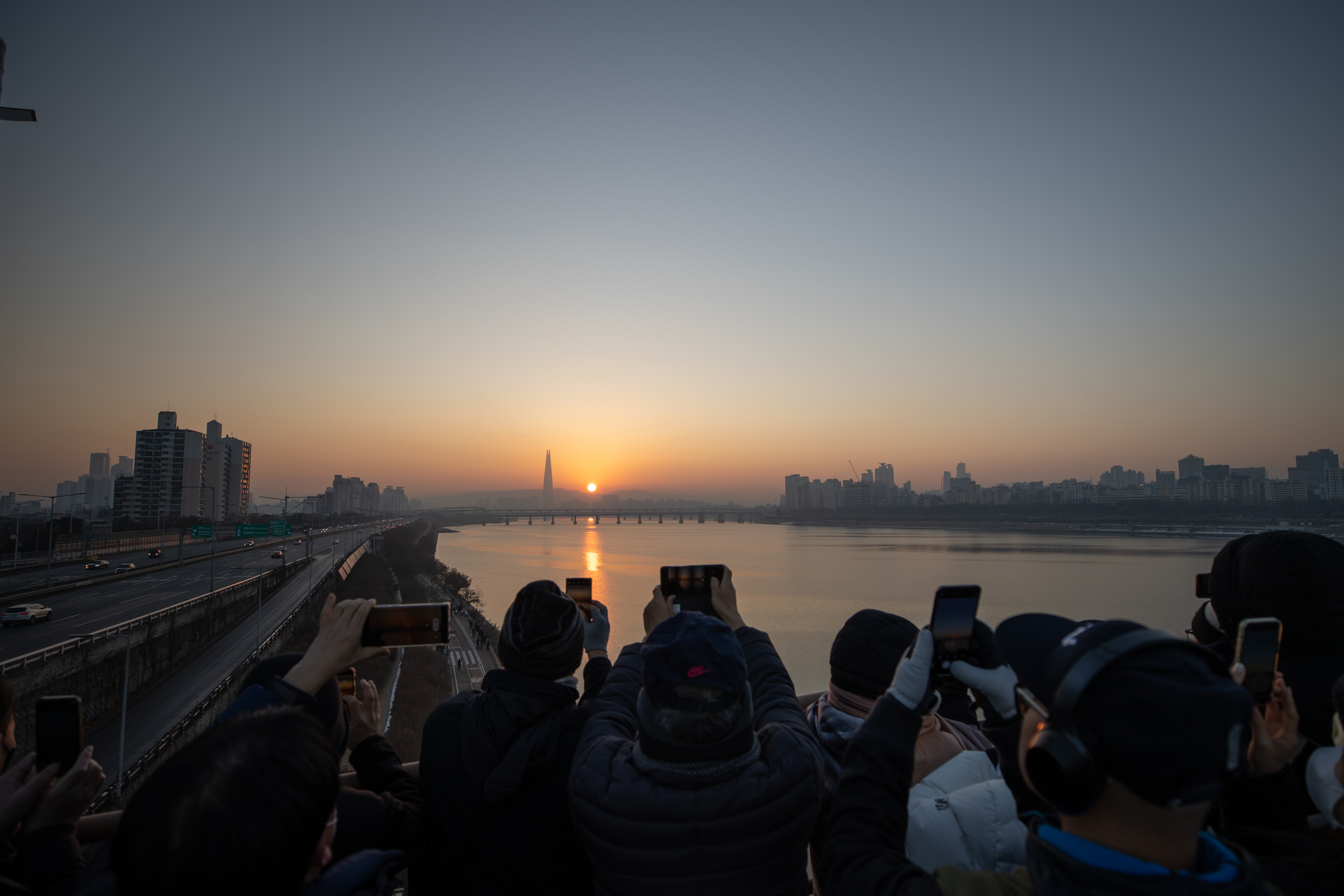
1 tháng 1 năm 2023.
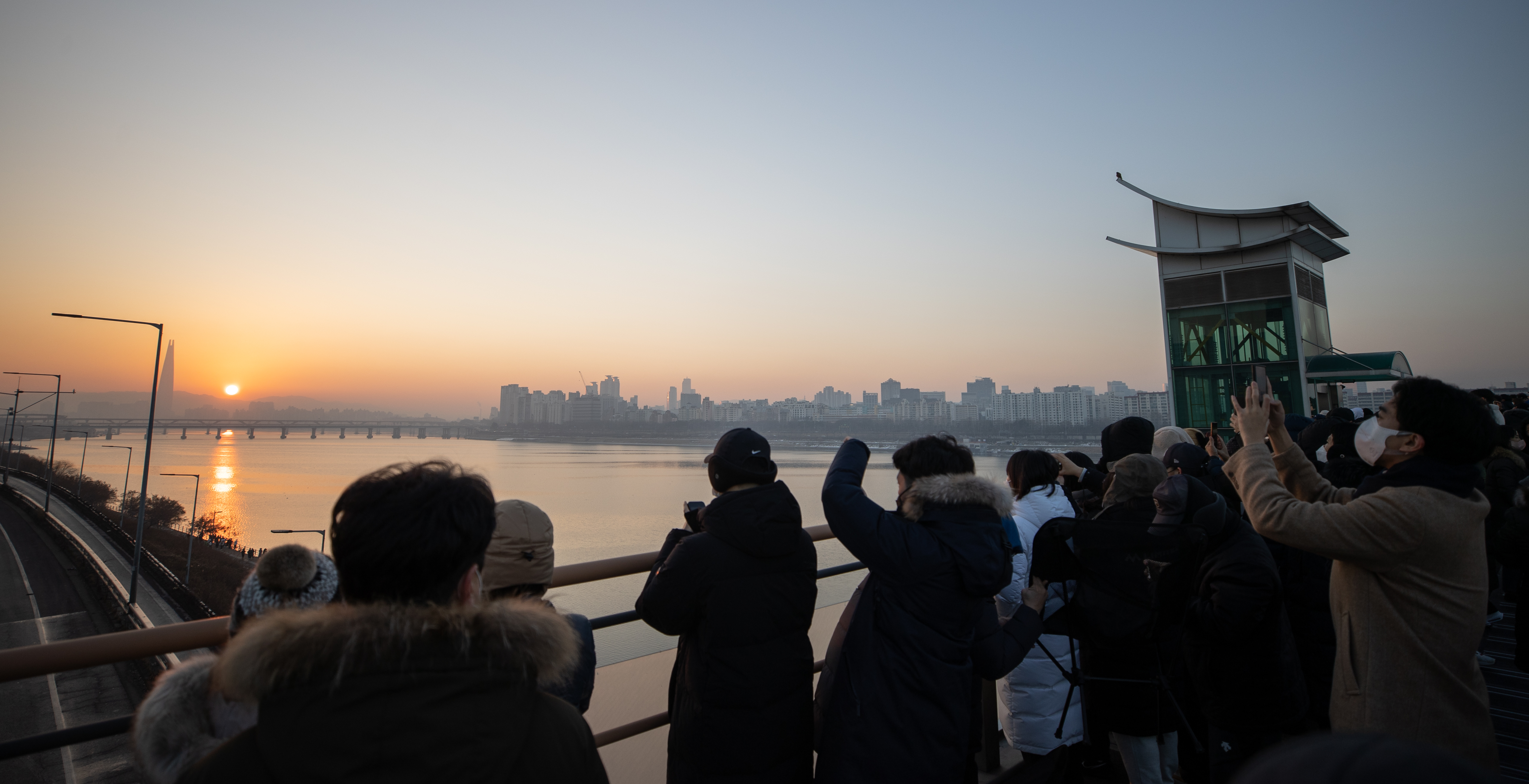
1 tháng 1 năm 2023.
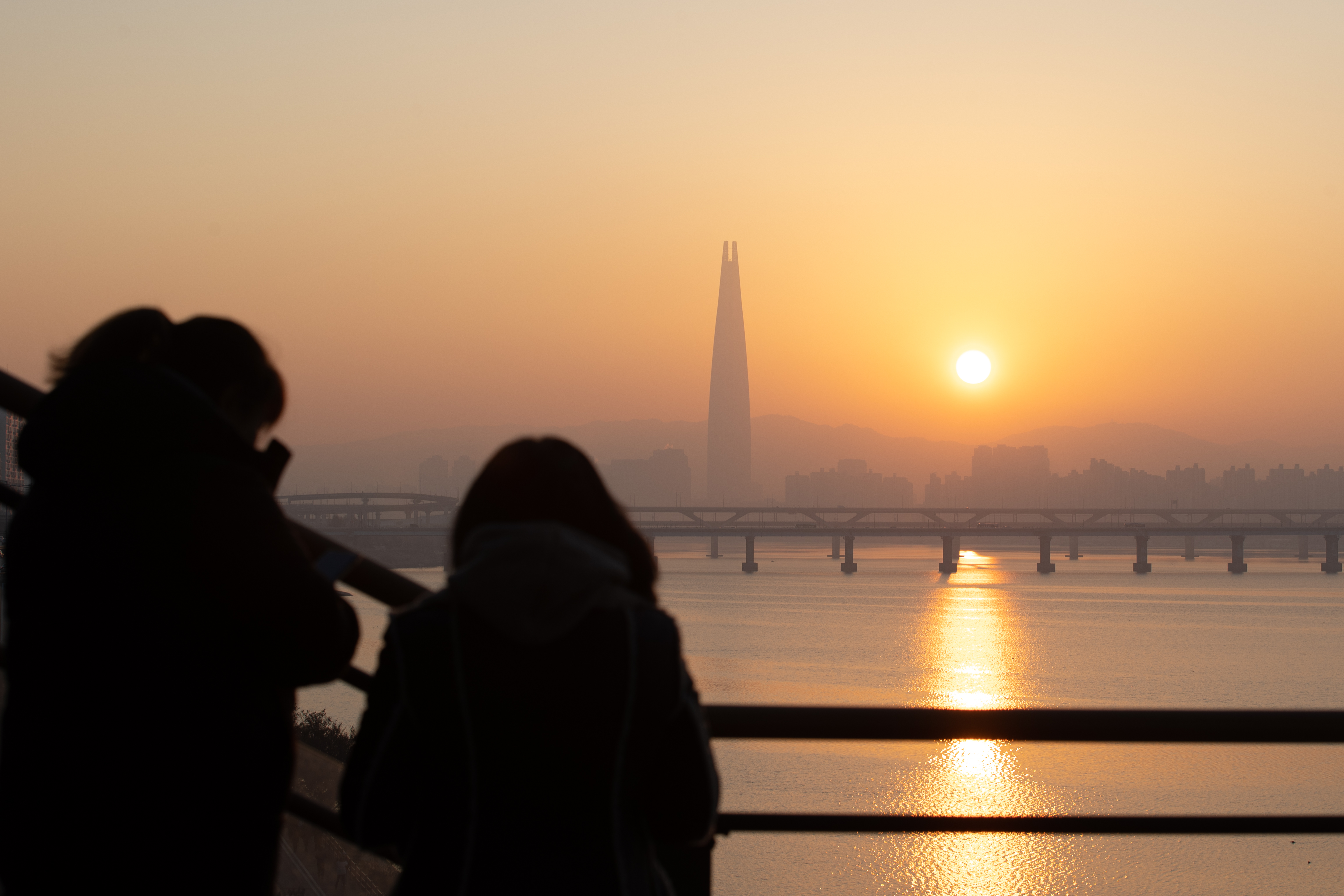
1 tháng 1 năm 2023.
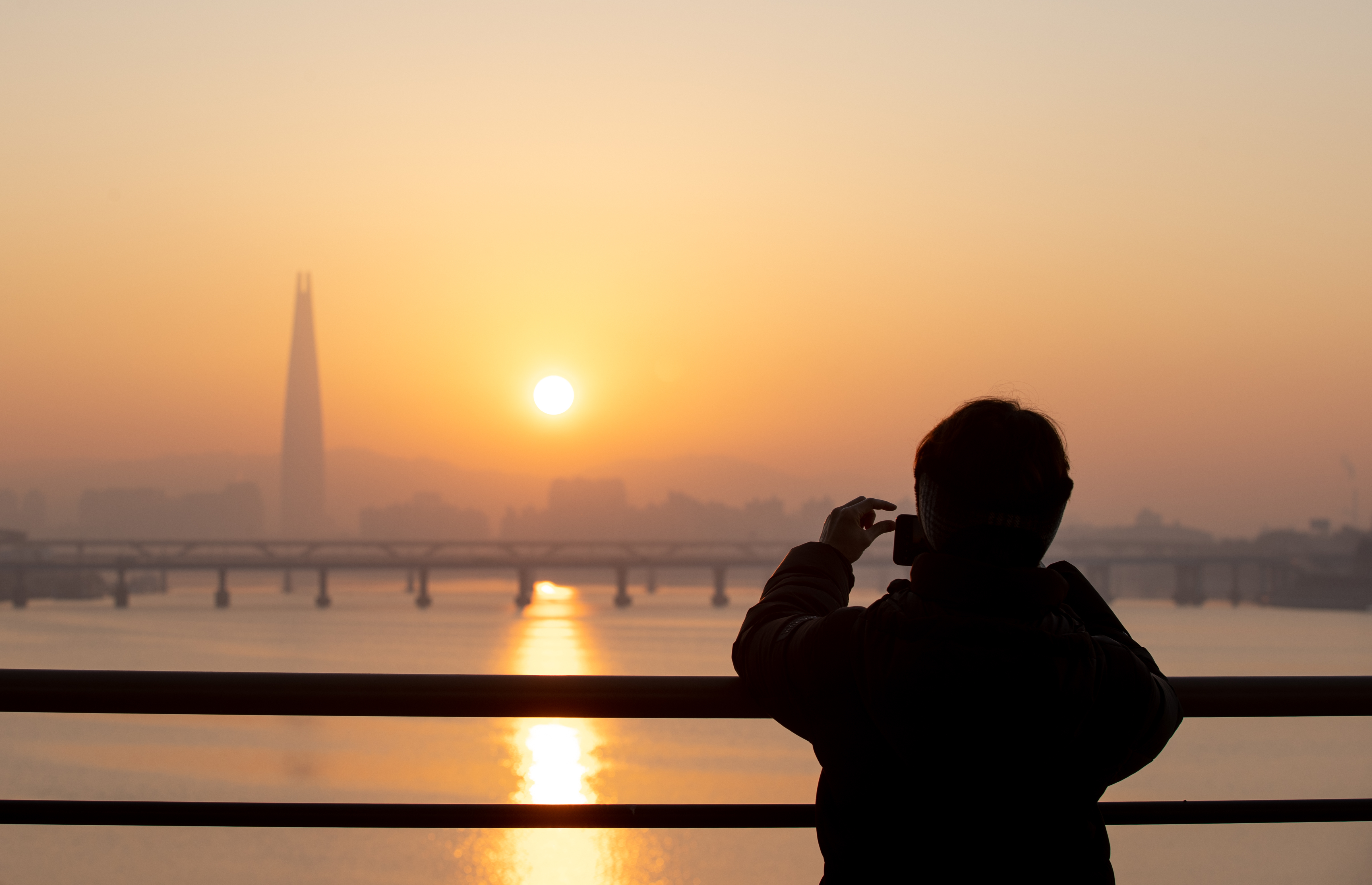
1 tháng 1 năm 2023.
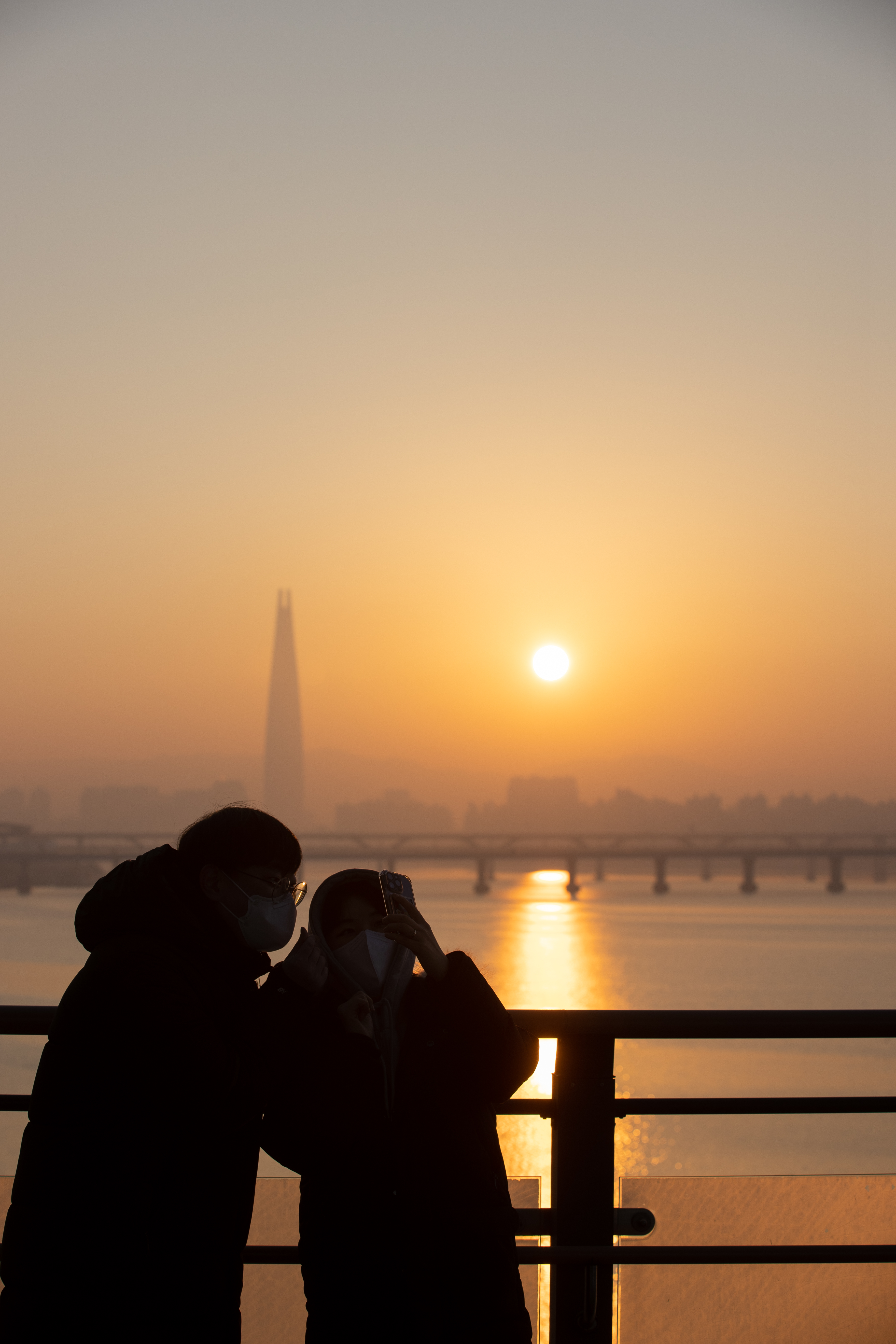
1 tháng 1 năm 2023.
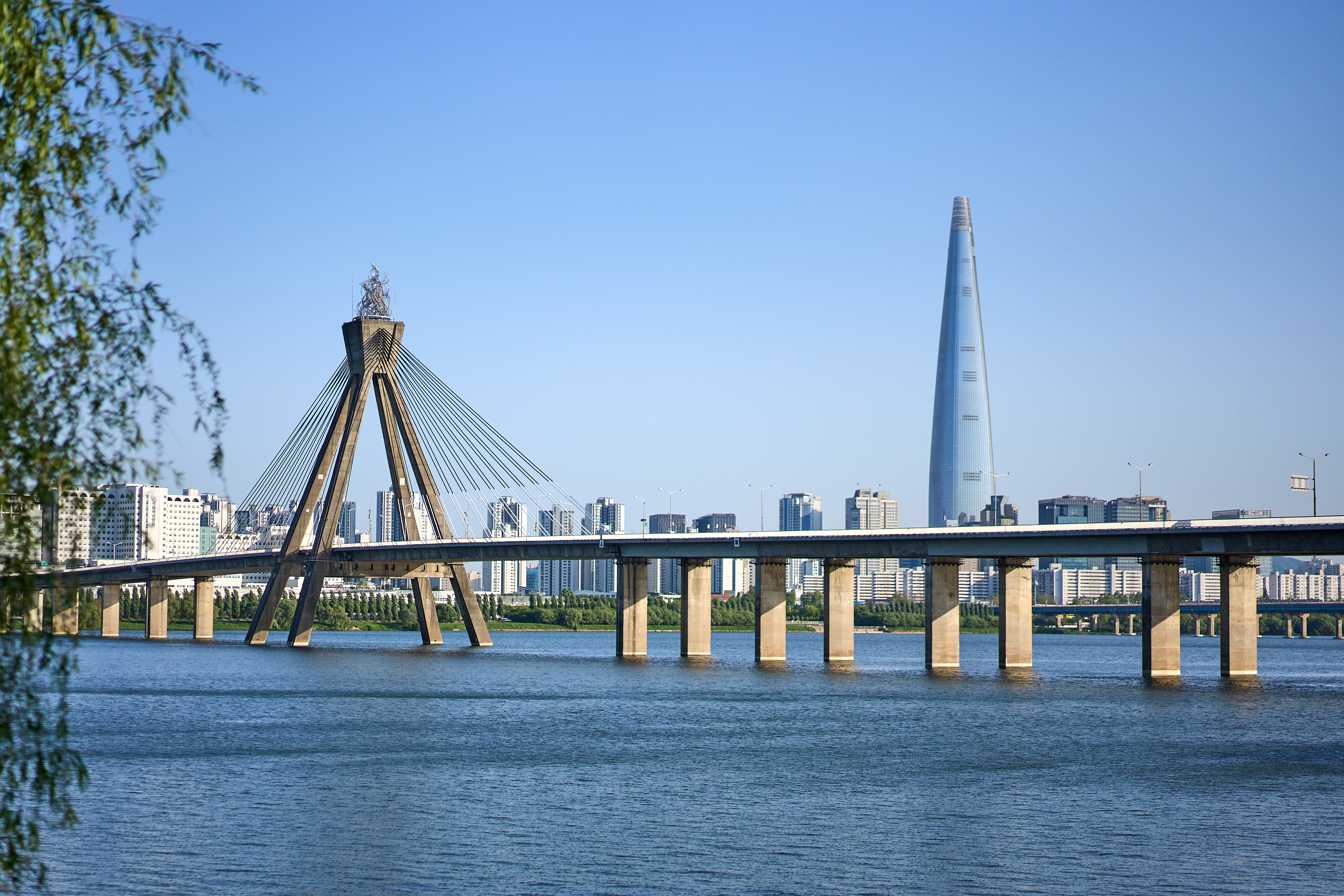
1 tháng 5 năm 2023
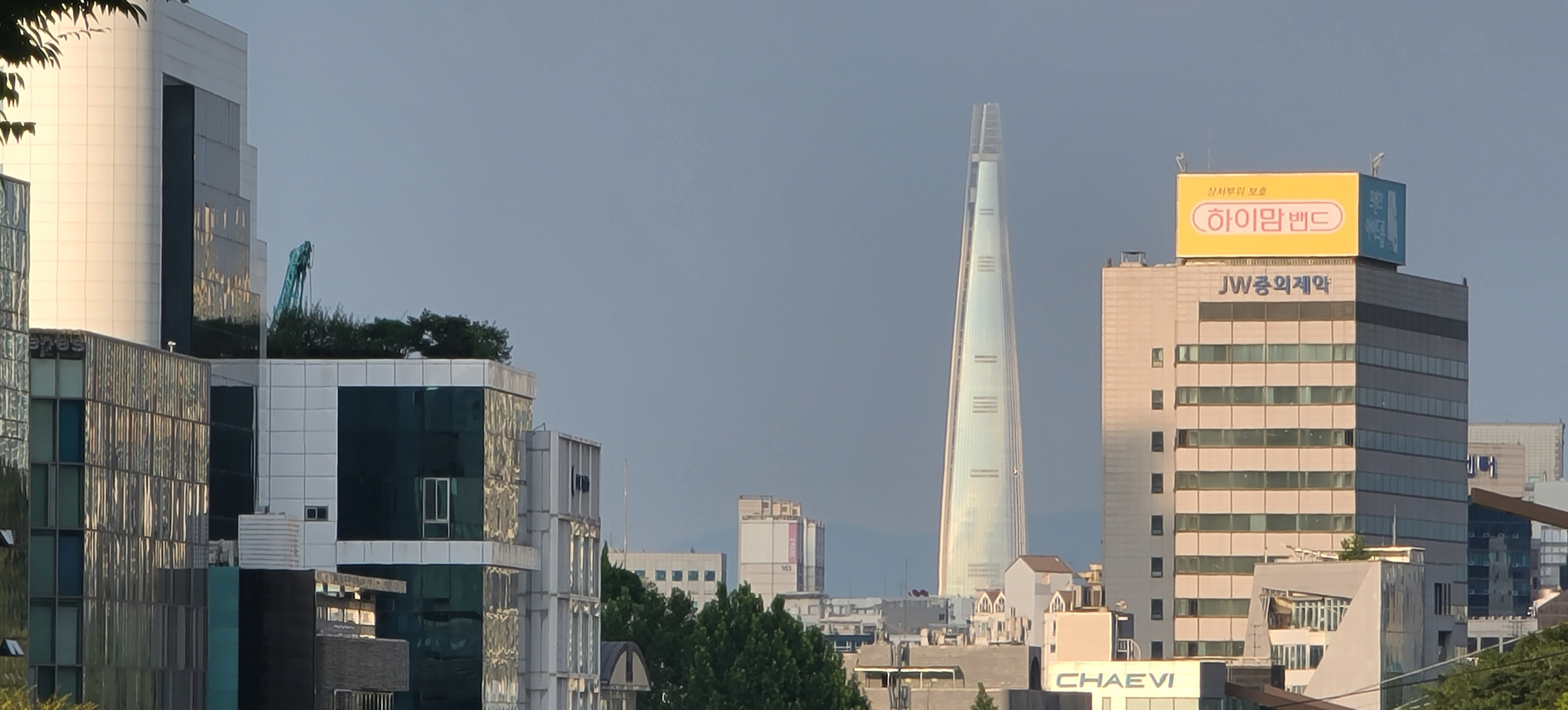
31 tháng 8 năm 2023

## Liên kết
- Trang chủ Lotte World Tower